# فهرست سیارک‌ها (۱۳۴۰۰۱–۱۳۵۰۰۱)
فهرست سیارک‌ها (۱۳۴۰۰۱ - ۱۳۵۰۰۱) فهرست سیارک‌ها از ۱۳۴۰۰۱ تا ۱۳۵۰۰۱ است.
| نام    | نام انگلیسی | تاریخ کشف       |
| ------ | ----------- | --------------- |
| ۱۳۴۰۰۱ | 2004 VL9    | ۳ نوامبر ۲۰۰۴   |
| ۱۳۴۰۰۲ | 2004 VS9    | ۳ نوامبر ۲۰۰۴   |
| ۱۳۴۰۰۳ | 2004 VD12   | ۳ نوامبر ۲۰۰۴   |
| ۱۳۴۰۰۴ | 2004 VN13   | ۲ نوامبر ۲۰۰۴   |
| ۱۳۴۰۰۵ | 2004 VQ15   | ۴ نوامبر ۲۰۰۴   |
| ۱۳۴۰۰۶ | 2004 VY17   | ۳ نوامبر ۲۰۰۴   |
| ۱۳۴۰۰۷ | 2004 VZ18   | ۴ نوامبر ۲۰۰۴   |
| ۱۳۴۰۰۸ | 2004 VP21   | ۴ نوامبر ۲۰۰۴   |
| ۱۳۴۰۰۹ | 2004 VZ27   | ۵ نوامبر ۲۰۰۴   |
| ۱۳۴۰۱۰ | 2004 VW28   | ۷ نوامبر ۲۰۰۴   |
| ۱۳۴۰۱۱ | 2004 VO36   | ۴ نوامبر ۲۰۰۴   |
| ۱۳۴۰۱۲ | 2004 VS36   | ۴ نوامبر ۲۰۰۴   |
| ۱۳۴۰۱۳ | 2004 VX42   | ۴ نوامبر ۲۰۰۴   |
| ۱۳۴۰۱۴ | 2004 VQ48   | ۴ نوامبر ۲۰۰۴   |
| ۱۳۴۰۱۵ | 2004 VY52   | ۴ نوامبر ۲۰۰۴   |
| ۱۳۴۰۱۶ | 2004 VU53   | ۷ نوامبر ۲۰۰۴   |
| ۱۳۴۰۱۷ | 2004 VZ53   | ۷ نوامبر ۲۰۰۴   |
| ۱۳۴۰۱۸ | 2004 VO57   | ۵ نوامبر ۲۰۰۴   |
| ۱۳۴۰۱۹ | 2004 VC59   | ۹ نوامبر ۲۰۰۴   |
| ۱۳۴۰۲۰ | 2004 VR62   | ۶ نوامبر ۲۰۰۴   |
| ۱۳۴۰۲۱ | 2004 VY62   | ۷ نوامبر ۲۰۰۴   |
| ۱۳۴۰۲۲ | 2004 VW63   | ۱۰ نوامبر ۲۰۰۴  |
| ۱۳۴۰۲۳ | 2004 VO64   | ۷ نوامبر ۲۰۰۴   |
| ۱۳۴۰۲۴ | 2004 VN65   | ۹ نوامبر ۲۰۰۴   |
| ۱۳۴۰۲۵ | 2004 VW65   | ۳ نوامبر ۲۰۰۴   |
| ۱۳۴۰۲۶ | 2004 VC71   | ۷ نوامبر ۲۰۰۴   |
| ۱۳۴۰۲۷ | 2004 VN76   | ۱۲ نوامبر ۲۰۰۴  |
| ۱۳۴۰۲۸ | 2004 VE77   | ۱۲ نوامبر ۲۰۰۴  |
| ۱۳۴۰۲۹ | 2004 VJ85   | ۱۰ نوامبر ۲۰۰۴  |
| ۱۳۴۰۳۰ | 2004 VT90   | ۲ نوامبر ۲۰۰۴   |
| ۱۳۴۰۳۰ | 2004 WY     | ۱۷ نوامبر ۲۰۰۴  |
| ۱۳۴۰۳۲ | 2004 WC5    | ۱۸ نوامبر ۲۰۰۴  |
| ۱۳۴۰۳۳ | 2004 WZ6    | ۱۹ نوامبر ۲۰۰۴  |
| ۱۳۴۰۳۴ | 2004 WV7    | ۱۹ نوامبر ۲۰۰۴  |
| ۱۳۴۰۳۵ | 2004 WW8    | ۱۸ نوامبر ۲۰۰۴  |
| ۱۳۴۰۳۶ | 2004 XB1    | ۱ دسامبر ۲۰۰۴   |
| ۱۳۴۰۳۷ | 2004 XP3    | ۲ دسامبر ۲۰۰۴   |
| ۱۳۴۰۳۸ | 2004 XP5    | ۲ دسامبر ۲۰۰۴   |
| ۱۳۴۰۳۹ | 2004 XX8    | ۲ دسامبر ۲۰۰۴   |
| ۱۳۴۰۴۰ | 2004 XP9    | ۲ دسامبر ۲۰۰۴   |
| ۱۳۴۰۴۱ | 2004 XC12   | ۸ دسامبر ۲۰۰۴   |
| ۱۳۴۰۴۲ | 2004 XQ12   | ۸ دسامبر ۲۰۰۴   |
| ۱۳۴۰۴۳ | 2004 XB13   | ۸ دسامبر ۲۰۰۴   |
| ۱۳۴۰۴۴ | 2004 XA14   | ۹ دسامبر ۲۰۰۴   |
| ۱۳۴۰۴۵ | 2004 XE22   | ۸ دسامبر ۲۰۰۴   |
| ۱۳۴۰۴۶ | 2004 XM22   | ۸ دسامبر ۲۰۰۴   |
| ۱۳۴۰۴۷ | 2004 XG23   | ۸ دسامبر ۲۰۰۴   |
| ۱۳۴۰۴۸ | 2004 XH23   | ۸ دسامبر ۲۰۰۴   |
| ۱۳۴۰۴۹ | 2004 XB24   | ۹ دسامبر ۲۰۰۴   |
| ۱۳۴۰۵۰ | 2004 XU25   | ۹ دسامبر ۲۰۰۴   |
| ۱۳۴۰۵۱ | 2004 XZ26   | ۱۰ دسامبر ۲۰۰۴  |
| ۱۳۴۰۵۲ | 2004 XL27   | ۱۰ دسامبر ۲۰۰۴  |
| ۱۳۴۰۵۳ | 2004 XQ27   | ۱۰ دسامبر ۲۰۰۴  |
| ۱۳۴۰۵۴ | 2004 XM28   | ۱۰ دسامبر ۲۰۰۴  |
| ۱۳۴۰۵۵ | 2004 XD36   | ۱۰ دسامبر ۲۰۰۴  |
| ۱۳۴۰۵۶ | 2004 XB37   | ۱۱ دسامبر ۲۰۰۴  |
| ۱۳۴۰۵۷ | 2004 XT37   | ۷ دسامبر ۲۰۰۴   |
| ۱۳۴۰۵۸ | 2004 XX38   | ۷ دسامبر ۲۰۰۴   |
| ۱۳۴۰۵۹ | 2004 XL43   | ۱۰ دسامبر ۲۰۰۴  |
| ۱۳۴۰۶۰ | 2004 XR43   | ۱۱ دسامبر ۲۰۰۴  |
| ۱۳۴۰۶۱ | 2004 XG45   | ۸ دسامبر ۲۰۰۴   |
| ۱۳۴۰۶۲ | 2004 XH48   | ۱۰ دسامبر ۲۰۰۴  |
| ۱۳۴۰۶۳ | 2004 XP50   | ۹ دسامبر ۲۰۰۴   |
| ۱۳۴۰۶۴ | 2004 XF52   | ۸ دسامبر ۲۰۰۴   |
| ۱۳۴۰۶۵ | 2004 XP55   | ۱۰ دسامبر ۲۰۰۴  |
| ۱۳۴۰۶۶ | 2004 XK60   | ۱۲ دسامبر ۲۰۰۴  |
| ۱۳۴۰۶۷ | 2004 XO60   | ۱۲ دسامبر ۲۰۰۴  |
| ۱۳۴۰۶۸ | 2004 XS61   | ۸ دسامبر ۲۰۰۴   |
| ۱۳۴۰۶۹ | 2004 XP63   | ۱۳ دسامبر ۲۰۰۴  |
| ۱۳۴۰۷۰ | 2004 XD64   | ۲ دسامبر ۲۰۰۴   |
| ۱۳۴۰۷۱ | 2004 XL65   | ۲ دسامبر ۲۰۰۴   |
| ۱۳۴۰۷۲ | 2004 XZ65   | ۲ دسامبر ۲۰۰۴   |
| ۱۳۴۰۷۳ | 2004 XL66   | ۳ دسامبر ۲۰۰۴   |
| ۱۳۴۰۷۴ | 2004 XN66   | ۳ دسامبر ۲۰۰۴   |
| ۱۳۴۰۷۵ | 2004 XE68   | ۳ دسامبر ۲۰۰۴   |
| ۱۳۴۰۷۶ | 2004 XW69   | ۱۰ دسامبر ۲۰۰۴  |
| ۱۳۴۰۷۷ | 2004 XW71   | ۱۲ دسامبر ۲۰۰۴  |
| ۱۳۴۰۷۸ | 2004 XX76   | ۱۰ دسامبر ۲۰۰۴  |
| ۱۳۴۰۷۹ | 2004 XR78   | ۱۰ دسامبر ۲۰۰۴  |
| ۱۳۴۰۸۰ | 2004 XE82   | ۱۱ دسامبر ۲۰۰۴  |
| ۱۳۴۰۸۱ | 2004 XY87   | ۹ دسامبر ۲۰۰۴   |
| ۱۳۴۰۸۲ | 2004 XN89   | ۱۱ دسامبر ۲۰۰۴  |
| ۱۳۴۰۸۳ | 2004 XM98   | ۱۱ دسامبر ۲۰۰۴  |
| ۱۳۴۰۸۴ | 2004 XH100  | ۱۳ دسامبر ۲۰۰۴  |
| ۱۳۴۰۸۵ | 2004 XE102  | ۱۰ دسامبر ۲۰۰۴  |
| ۱۳۴۰۸۶ | 2004 XR103  | ۹ دسامبر ۲۰۰۴   |
| ۱۳۴۰۸۷ | 2004 XU103  | ۹ دسامبر ۲۰۰۴   |
| ۱۳۴۰۸۸ | 2004 XF104  | ۹ دسامبر ۲۰۰۴   |
| ۱۳۴۰۸۹ | 2004 XE105  | ۱۰ دسامبر ۲۰۰۴  |
| ۱۳۴۰۹۰ | 2004 XS105  | ۱۱ دسامبر ۲۰۰۴  |
| ۱۳۴۰۹۱ | 2004 XU110  | ۱۴ دسامبر ۲۰۰۴  |
| ۱۳۴۰۹۲ | 2004 XD111  | ۱۴ دسامبر ۲۰۰۴  |
| ۱۳۴۰۹۳ | 2004 XP111  | ۱۴ دسامبر ۲۰۰۴  |
| ۱۳۴۰۹۴ | 2004 XR119  | ۱۲ دسامبر ۲۰۰۴  |
| ۱۳۴۰۹۵ | 2004 XS119  | ۱۲ دسامبر ۲۰۰۴  |
| ۱۳۴۰۹۶ | 2004 XA122  | ۱۵ دسامبر ۲۰۰۴  |
| ۱۳۴۰۹۷ | 2004 XC123  | ۱۰ دسامبر ۲۰۰۴  |
| ۱۳۴۰۹۸ | 2004 XN124  | ۱۰ دسامبر ۲۰۰۴  |
| ۱۳۴۰۹۹ | 2004 XC125  | ۱۱ دسامبر ۲۰۰۴  |
| ۱۳۴۱۰۰ | 2004 XH131  | ۱۰ دسامبر ۲۰۰۴  |
| ۱۳۴۱۰۱ | 2004 XQ133  | ۱۵ دسامبر ۲۰۰۴  |
| ۱۳۴۱۰۲ | 2004 XM134  | ۱۵ دسامبر ۲۰۰۴  |
| ۱۳۴۱۰۳ | 2004 XS136  | ۱۵ دسامبر ۲۰۰۴  |
| ۱۳۴۱۰۴ | 2004 XZ144  | ۱۳ دسامبر ۲۰۰۴  |
| ۱۳۴۱۰۵ | 2004 XY145  | ۱۴ دسامبر ۲۰۰۴  |
| ۱۳۴۱۰۶ | 2004 XP147  | ۱۳ دسامبر ۲۰۰۴  |
| ۱۳۴۱۰۷ | 2004 XM157  | ۱۴ دسامبر ۲۰۰۴  |
| ۱۳۴۱۰۸ | 2004 XP158  | ۱۴ دسامبر ۲۰۰۴  |
| ۱۳۴۱۰۹ | 2004 XN159  | ۱۴ دسامبر ۲۰۰۴  |
| ۱۳۴۱۱۰ | 2004 XD162  | ۱۵ دسامبر ۲۰۰۴  |
| ۱۳۴۱۱۱ | 2004 XP162  | ۱۵ دسامبر ۲۰۰۴  |
| ۱۳۴۱۱۲ | 2004 XZ169  | ۹ دسامبر ۲۰۰۴   |
| ۱۳۴۱۱۳ | 2004 XF178  | ۱۲ دسامبر ۲۰۰۴  |
| ۱۳۴۱۱۴ | 2004 XQ181  | ۱۵ دسامبر ۲۰۰۴  |
| ۱۳۴۱۱۵ | 2004 XA182  | ۱۵ دسامبر ۲۰۰۴  |
| ۱۳۴۱۱۶ | 2004 YY3    | ۱۶ دسامبر ۲۰۰۴  |
| ۱۳۴۱۱۷ | 2004 YS5    | ۱۹ دسامبر ۲۰۰۴  |
| ۱۳۴۱۱۸ | 2004 YL11   | ۱۸ دسامبر ۲۰۰۴  |
| ۱۳۴۱۱۹ | 2004 YY13   | ۱۸ دسامبر ۲۰۰۴  |
| ۱۳۴۱۲۰ | 2004 YG19   | ۱۸ دسامبر ۲۰۰۴  |
| ۱۳۴۱۲۱ | 2004 YE30   | ۱۶ دسامبر ۲۰۰۴  |
| ۱۳۴۱۲۲ | 2004 YY31   | ۲۰ دسامبر ۲۰۰۴  |
| ۱۳۴۱۲۳ | 2004 YA32   | ۲۰ دسامبر ۲۰۰۴  |
| ۱۳۴۱۲۴ | Subirachs   | ۲ ژانویه ۲۰۰۵   |
| ۱۳۴۱۲۵ | 2005 AH6    | ۶ ژانویه ۲۰۰۵   |
| ۱۳۴۱۲۶ | 2005 AN6    | ۶ ژانویه ۲۰۰۵   |
| ۱۳۴۱۲۷ | 2005 AK7    | ۶ ژانویه ۲۰۰۵   |
| ۱۳۴۱۲۸ | 2005 AF8    | ۶ ژانویه ۲۰۰۵   |
| ۱۳۴۱۲۹ | 2005 AB9    | ۷ ژانویه ۲۰۰۵   |
| ۱۳۴۱۳۰ | 2005 AP11   | ۳ ژانویه ۲۰۰۵   |
| ۱۳۴۱۳۱ | 2005 AT11   | ۶ ژانویه ۲۰۰۵   |
| ۱۳۴۱۳۲ | 2005 AQ12   | ۶ ژانویه ۲۰۰۵   |
| ۱۳۴۱۳۳ | 2005 AP13   | ۷ ژانویه ۲۰۰۵   |
| ۱۳۴۱۳۴ | 2005 AU21   | ۶ ژانویه ۲۰۰۵   |
| ۱۳۴۱۳۵ | 2005 AY24   | ۷ ژانویه ۲۰۰۵   |
| ۱۳۴۱۳۶ | 2005 AR29   | ۸ ژانویه ۲۰۰۵   |
| ۱۳۴۱۳۷ | 2005 AV29   | ۸ ژانویه ۲۰۰۵   |
| ۱۳۴۱۳۸ | 2005 AG30   | ۹ ژانویه ۲۰۰۵   |
| ۱۳۴۱۳۹ | 2005 AK31   | ۱۱ ژانویه ۲۰۰۵  |
| ۱۳۴۱۴۰ | 2005 AT32   | ۱۱ ژانویه ۲۰۰۵  |
| ۱۳۴۱۴۱ | 2005 AL35   | ۱۳ ژانویه ۲۰۰۵  |
| ۱۳۴۱۴۲ | 2005 AX38   | ۱۳ ژانویه ۲۰۰۵  |
| ۱۳۴۱۴۳ | 2005 AR43   | ۱۵ ژانویه ۲۰۰۵  |
| ۱۳۴۱۴۴ | 2005 AV46   | ۱۱ ژانویه ۲۰۰۵  |
| ۱۳۴۱۴۵ | 2005 AN48   | ۱۳ ژانویه ۲۰۰۵  |
| ۱۳۴۱۴۶ | 2005 AL51   | ۱۳ ژانویه ۲۰۰۵  |
| ۱۳۴۱۴۷ | 2005 AZ53   | ۱۳ ژانویه ۲۰۰۵  |
| ۱۳۴۱۴۸ | 2005 AC56   | ۱۵ ژانویه ۲۰۰۵  |
| ۱۳۴۱۴۹ | 2005 AJ56   | ۱۵ ژانویه ۲۰۰۵  |
| ۱۳۴۱۵۰ | 2005 AU57   | ۱۵ ژانویه ۲۰۰۵  |
| ۱۳۴۱۵۱ | 2005 AL58   | ۱۵ ژانویه ۲۰۰۵  |
| ۱۳۴۱۵۲ | 2005 AF60   | ۱۵ ژانویه ۲۰۰۵  |
| ۱۳۴۱۵۳ | 2005 AF61   | ۱۵ ژانویه ۲۰۰۵  |
| ۱۳۴۱۵۴ | 2005 AD66   | ۱۳ ژانویه ۲۰۰۵  |
| ۱۳۴۱۵۵ | 2005 AJ71   | ۱۵ ژانویه ۲۰۰۵  |
| ۱۳۴۱۵۶ | 2005 AL71   | ۱۵ ژانویه ۲۰۰۵  |
| ۱۳۴۱۵۷ | 2005 AM71   | ۱۵ ژانویه ۲۰۰۵  |
| ۱۳۴۱۵۸ | 2005 AJ75   | ۱۵ ژانویه ۲۰۰۵  |
| ۱۳۴۱۵۸ | 2005 BP     | ۱۶ ژانویه ۲۰۰۵  |
| ۱۳۴۱۶۰ | Pluis       | ۱۶ ژانویه ۲۰۰۵  |
| ۱۳۴۱۶۱ | 2005 BN3    | ۱۶ ژانویه ۲۰۰۵  |
| ۱۳۴۱۶۲ | 2005 BN5    | ۱۶ ژانویه ۲۰۰۵  |
| ۱۳۴۱۶۳ | 2005 BO6    | ۱۶ ژانویه ۲۰۰۵  |
| ۱۳۴۱۶۴ | 2005 BK10   | ۱۶ ژانویه ۲۰۰۵  |
| ۱۳۴۱۶۵ | 2005 BJ18   | ۱۶ ژانویه ۲۰۰۵  |
| ۱۳۴۱۶۶ | 2005 BL19   | ۱۶ ژانویه ۲۰۰۵  |
| ۱۳۴۱۶۷ | 2005 BX20   | ۱۶ ژانویه ۲۰۰۵  |
| ۱۳۴۱۶۸ | 2005 BG23   | ۱۶ ژانویه ۲۰۰۵  |
| ۱۳۴۱۶۹ | 2005 BO24   | ۱۷ ژانویه ۲۰۰۵  |
| ۱۳۴۱۷۰ | 2005 BS24   | ۱۷ ژانویه ۲۰۰۵  |
| ۱۳۴۱۷۱ | 2005 BM25   | ۱۸ ژانویه ۲۰۰۵  |
| ۱۳۴۱۷۲ | 2005 BW26   | ۱۹ ژانویه ۲۰۰۵  |
| ۱۳۴۱۷۳ | 2005 CL5    | ۱ فوریه ۲۰۰۵    |
| ۱۳۴۱۷۴ | 2005 CU9    | ۱ فوریه ۲۰۰۵    |
| ۱۳۴۱۷۵ | 2005 CF12   | ۱ فوریه ۲۰۰۵    |
| ۱۳۴۱۷۶ | 2005 CF16   | ۲ فوریه ۲۰۰۵    |
| ۱۳۴۱۷۷ | 2005 CN16   | ۲ فوریه ۲۰۰۵    |
| ۱۳۴۱۷۸ | 2005 CR18   | ۲ فوریه ۲۰۰۵    |
| ۱۳۴۱۷۹ | 2005 CW21   | ۳ فوریه ۲۰۰۵    |
| ۱۳۴۱۸۰ | 2005 CN22   | ۱ فوریه ۲۰۰۵    |
| ۱۳۴۱۸۱ | 2005 CG26   | ۱ فوریه ۲۰۰۵    |
| ۱۳۴۱۸۲ | 2005 CS29   | ۱ فوریه ۲۰۰۵    |
| ۱۳۴۱۸۳ | 2005 CL33   | ۲ فوریه ۲۰۰۵    |
| ۱۳۴۱۸۴ | 2005 CV39   | ۴ فوریه ۲۰۰۵    |
| ۱۳۴۱۸۵ | 2005 CV43   | ۲ فوریه ۲۰۰۵    |
| ۱۳۴۱۸۶ | 2005 CU49   | ۲ فوریه ۲۰۰۵    |
| ۱۳۴۱۸۷ | 2005 CR50   | ۲ فوریه ۲۰۰۵    |
| ۱۳۴۱۸۸ | 2005 CV52   | ۳ فوریه ۲۰۰۵    |
| ۱۳۴۱۸۹ | 2005 CM57   | ۲ فوریه ۲۰۰۵    |
| ۱۳۴۱۹۰ | 2005 CP57   | ۲ فوریه ۲۰۰۵    |
| ۱۳۴۱۹۱ | 2005 CA59   | ۲ فوریه ۲۰۰۵    |
| ۱۳۴۱۹۲ | 2005 CD63   | ۹ فوریه ۲۰۰۵    |
| ۱۳۴۱۹۳ | 2005 CB68   | ۲ فوریه ۲۰۰۵    |
| ۱۳۴۱۹۴ | 2005 CL70   | ۸ فوریه ۲۰۰۵    |
| ۱۳۴۱۹۵ | 2005 CX76   | ۹ فوریه ۲۰۰۵    |
| ۱۳۴۱۹۵ | 2005 DW     | ۲۸ فوریه ۲۰۰۵   |
| ۱۳۴۱۹۵ | 2005 EP     | ۱ مارس ۲۰۰۵     |
| ۱۳۴۱۹۸ | 2005 EL6    | ۱ مارس ۲۰۰۵     |
| ۱۳۴۱۹۹ | 2005 EP12   | ۲ مارس ۲۰۰۵     |
| ۱۳۴۲۰۰ | 2005 EQ22   | ۳ مارس ۲۰۰۵     |
| ۱۳۴۲۰۱ | 2005 EJ72   | ۲ مارس ۲۰۰۵     |
| ۱۳۴۲۰۲ | 2005 EO84   | ۴ مارس ۲۰۰۵     |
| ۱۳۴۲۰۳ | 2005 EK86   | ۴ مارس ۲۰۰۵     |
| ۱۳۴۲۰۴ | 2005 EJ113  | ۴ مارس ۲۰۰۵     |
| ۱۳۴۲۰۵ | 2005 ET198  | ۱۱ مارس ۲۰۰۵    |
| ۱۳۴۲۰۶ | 2005 ER214  | ۸ مارس ۲۰۰۵     |
| ۱۳۴۲۰۷ | 2005 EO218  | ۱۰ مارس ۲۰۰۵    |
| ۱۳۴۲۰۸ | 2005 EY293  | ۱۱ مارس ۲۰۰۵    |
| ۱۳۴۲۰۹ | 2005 JC63   | ۹ مه ۲۰۰۵       |
| ۱۳۴۲۱۰ | 2005 PQ21   | ۹ اوت ۲۰۰۵      |
| ۱۳۴۲۱۱ | 2005 QO98   | ۲۷ اوت ۲۰۰۵     |
| ۱۳۴۲۱۲ | 2005 SN144  | ۲۵ سپتامبر ۲۰۰۵ |
| ۱۳۴۲۱۳ | 2005 SK191  | ۲۹ سپتامبر ۲۰۰۵ |
| ۱۳۴۲۱۴ | 2005 TU61   | ۳ اکتبر ۲۰۰۵    |
| ۱۳۴۲۱۵ | 2005 TD164  | ۹ اکتبر ۲۰۰۵    |
| ۱۳۴۲۱۶ | 2005 UO160  | ۲۲ اکتبر ۲۰۰۵   |
| ۱۳۴۲۱۷ | 2005 UZ336  | ۳۰ اکتبر ۲۰۰۵   |
| ۱۳۴۲۱۸ | 2005 UE439  | ۲۸ اکتبر ۲۰۰۵   |
| ۱۳۴۲۱۹ | 2005 VJ120  | ۵ نوامبر ۲۰۰۵   |
| ۱۳۴۲۲۰ | 2005 WM46   | ۲۴ نوامبر ۲۰۰۵  |
| ۱۳۴۲۲۱ | 2005 WB147  | ۲۵ نوامبر ۲۰۰۵  |
| ۱۳۴۲۲۲ | 2005 WN188  | ۳۰ نوامبر ۲۰۰۵  |
| ۱۳۴۲۲۳ | 2005 WX193  | ۲۸ نوامبر ۲۰۰۵  |
| ۱۳۴۲۲۴ | 2005 XY57   | ۱ دسامبر ۲۰۰۵   |
| ۱۳۴۲۲۵ | 2005 XS61   | ۴ دسامبر ۲۰۰۵   |
| ۱۳۴۲۲۶ | 2005 XJ64   | ۶ دسامبر ۲۰۰۵   |
| ۱۳۴۲۲۷ | 2005 XT80   | ۱۴ دسامبر ۲۰۰۵  |
| ۱۳۴۲۲۸ | 2005 XU83   | ۶ دسامبر ۲۰۰۵   |
| ۱۳۴۲۲۹ | 2005 YK30   | ۲۱ دسامبر ۲۰۰۵  |
| ۱۳۴۲۳۰ | 2005 YB43   | ۲۴ دسامبر ۲۰۰۵  |
| ۱۳۴۲۳۱ | 2005 YC45   | ۲۵ دسامبر ۲۰۰۵  |
| ۱۳۴۲۳۲ | 2005 YN46   | ۲۵ دسامبر ۲۰۰۵  |
| ۱۳۴۲۳۳ | 2005 YD54   | ۲۴ دسامبر ۲۰۰۵  |
| ۱۳۴۲۳۴ | 2005 YF57   | ۲۴ دسامبر ۲۰۰۵  |
| ۱۳۴۲۳۵ | 2005 YL70   | ۲۶ دسامبر ۲۰۰۵  |
| ۱۳۴۲۳۶ | 2005 YO89   | ۲۶ دسامبر ۲۰۰۵  |
| ۱۳۴۲۳۷ | 2005 YS114  | ۲۵ دسامبر ۲۰۰۵  |
| ۱۳۴۲۳۸ | 2005 YX126  | ۲۷ دسامبر ۲۰۰۵  |
| ۱۳۴۲۳۹ | 2005 YY144  | ۲۸ دسامبر ۲۰۰۵  |
| ۱۳۴۲۴۰ | 2005 YQ170  | ۲۷ دسامبر ۲۰۰۵  |
| ۱۳۴۲۴۱ | 2005 YR219  | ۳۰ دسامبر ۲۰۰۵  |
| ۱۳۴۲۴۲ | 2005 YS270  | ۲۷ دسامبر ۲۰۰۵  |
| ۱۳۴۲۴۳ | 2005 YN275  | ۳۰ دسامبر ۲۰۰۵  |
| ۱۳۴۲۴۳ | 2005        | AA۴             |
| ۱۳۴۲۴۵ | 2006 AG11   | ۴ ژانویه ۲۰۰۶   |
| ۱۳۴۲۴۶ | 2006 AR14   | ۵ ژانویه ۲۰۰۶   |
| ۱۳۴۲۴۷ | 2006 AM18   | ۵ ژانویه ۲۰۰۶   |
| ۱۳۴۲۴۸ | 2006 AL19   | ۲ ژانویه ۲۰۰۶   |
| ۱۳۴۲۴۹ | 2006 AV21   | ۵ ژانویه ۲۰۰۶   |
| ۱۳۴۲۵۰ | 2006 AU32   | ۵ ژانویه ۲۰۰۶   |
| ۱۳۴۲۵۱ | 2006 AN34   | ۶ ژانویه ۲۰۰۶   |
| ۱۳۴۲۵۲ | 2006 AK41   | ۳ ژانویه ۲۰۰۶   |
| ۱۳۴۲۵۳ | 2006 AQ71   | ۶ ژانویه ۲۰۰۶   |
| ۱۳۴۲۵۴ | 2006 AF81   | ۴ ژانویه ۲۰۰۶   |
| ۱۳۴۲۵۵ | 2006 AV84   | ۶ ژانویه ۲۰۰۶   |
| ۱۳۴۲۵۶ | 2006 AE91   | ۶ ژانویه ۲۰۰۶   |
| ۱۳۴۲۵۷ | 2006 AY93   | ۷ ژانویه ۲۰۰۶   |
| ۱۳۴۲۵۸ | 2006 AS97   | ۷ ژانویه ۲۰۰۶   |
| ۱۳۴۲۵۹ | 2006 BG6    | ۲۰ ژانویه ۲۰۰۶  |
| ۱۳۴۲۶۰ | 2006 BG12   | ۲۱ ژانویه ۲۰۰۶  |
| ۱۳۴۲۶۱ | 2006 BA21   | ۲۲ ژانویه ۲۰۰۶  |
| ۱۳۴۲۶۲ | 2006 BX23   | ۲۳ ژانویه ۲۰۰۶  |
| ۱۳۴۲۶۳ | 2006 BB29   | ۲۳ ژانویه ۲۰۰۶  |
| ۱۳۴۲۶۴ | 2006 BO30   | ۲۰ ژانویه ۲۰۰۶  |
| ۱۳۴۲۶۵ | 2006 BM59   | ۲۴ ژانویه ۲۰۰۶  |
| ۱۳۴۲۶۶ | 2006 BQ92   | ۲۶ ژانویه ۲۰۰۶  |
| ۱۳۴۲۶۷ | 2006 BQ98   | ۲۶ ژانویه ۲۰۰۶  |
| ۱۳۴۲۶۸ | 2006 BJ111  | ۲۵ ژانویه ۲۰۰۶  |
| ۱۳۴۲۶۹ | 2006 BP114  | ۲۶ ژانویه ۲۰۰۶  |
| ۱۳۴۲۷۰ | 2006 BG125  | ۲۶ ژانویه ۲۰۰۶  |
| ۱۳۴۲۷۱ | 2006 BO139  | ۲۸ ژانویه ۲۰۰۶  |
| ۱۳۴۲۷۲ | 2006 BW145  | ۲۸ ژانویه ۲۰۰۶  |
| ۱۳۴۲۷۳ | 2006 BR156  | ۲۵ ژانویه ۲۰۰۶  |
| ۱۳۴۲۷۴ | 2006 BV159  | ۲۶ ژانویه ۲۰۰۶  |
| ۱۳۴۲۷۵ | 2006 BW161  | ۲۶ ژانویه ۲۰۰۶  |
| ۱۳۴۲۷۶ | 2006 BE247  | ۳۱ ژانویه ۲۰۰۶  |
| ۱۳۴۲۷۷ | 2006 BJ252  | ۳۱ ژانویه ۲۰۰۶  |
| ۱۳۴۲۷۸ | 2006 BS256  | ۳۱ ژانویه ۲۰۰۶  |
| ۱۳۴۲۷۹ | 2006 BT264  | ۳۱ ژانویه ۲۰۰۶  |
| ۱۳۴۲۸۰ | 2006 BR269  | ۲۸ ژانویه ۲۰۰۶  |
| ۱۳۴۲۸۱ | 2006 CM8    | ۱ فوریه ۲۰۰۶    |
| ۱۳۴۲۸۲ | 2006 CU20   | ۱ فوریه ۲۰۰۶    |
| ۱۳۴۲۸۳ | 2006 CV40   | ۲ فوریه ۲۰۰۶    |
| ۱۳۴۲۸۴ | 2006 CC42   | ۲ فوریه ۲۰۰۶    |
| ۱۳۴۲۸۵ | 2006 CU43   | ۲ فوریه ۲۰۰۶    |
| ۱۳۴۲۸۶ | 2006 CX48   | ۳ فوریه ۲۰۰۶    |
| ۱۳۴۲۸۷ | 2006 CG60   | ۱ فوریه ۲۰۰۶    |
| ۱۳۴۲۸۸ | 2006 CL62   | ۱۰ فوریه ۲۰۰۶   |
| ۱۳۴۲۸۹ | 2006 CN62   | ۱۲ فوریه ۲۰۰۶   |
| ۱۳۴۲۹۰ | 2006 DX2    | ۲۰ فوریه ۲۰۰۶   |
| ۱۳۴۲۹۱ | 2006 DZ6    | ۲۰ فوریه ۲۰۰۶   |
| ۱۳۴۲۹۲ | 2006 DF8    | ۲۰ فوریه ۲۰۰۶   |
| ۱۳۴۲۹۳ | 2006 DX37   | ۲۰ فوریه ۲۰۰۶   |
| ۱۳۴۲۹۴ | 2006 DE40   | ۲۲ فوریه ۲۰۰۶   |
| ۱۳۴۲۹۵ | 2006 DB41   | ۲۲ فوریه ۲۰۰۶   |
| ۱۳۴۲۹۶ | 2006 DP46   | ۲۰ فوریه ۲۰۰۶   |
| ۱۳۴۲۹۷ | 2006 DE59   | ۲۴ فوریه ۲۰۰۶   |
| ۱۳۴۲۹۸ | 2006 DX68   | ۲۶ فوریه ۲۰۰۶   |
| ۱۳۴۲۹۹ | 2006 DW73   | ۲۳ فوریه ۲۰۰۶   |
| ۱۳۴۲۹۹ | 2109 P-L    | ۲۴ سپتامبر ۱۹۶۰ |
| ۱۳۴۲۹۹ | 2141 P-L    | ۲۴ سپتامبر ۱۹۶۰ |
| ۱۳۴۲۹۹ | 2634 P-L    | ۲۴ سپتامبر ۱۹۶۰ |
| ۱۳۴۲۹۹ | 2701 P-L    | ۲۴ سپتامبر ۱۹۶۰ |
| ۱۳۴۲۹۹ | 2716 P-L    | ۲۴ سپتامبر ۱۹۶۰ |
| ۱۳۴۲۹۹ | 2738 P-L    | ۲۴ سپتامبر ۱۹۶۰ |
| ۱۳۴۲۹۹ | 2807 P-L    | ۲۴ سپتامبر ۱۹۶۰ |
| ۱۳۴۲۹۹ | 2849 P-L    | ۲۴ سپتامبر ۱۹۶۰ |
| ۱۳۴۲۹۹ | 4183 P-L    | ۲۴ سپتامبر ۱۹۶۰ |
| ۱۳۴۲۹۹ | 4552 P-L    | ۲۴ سپتامبر ۱۹۶۰ |
| ۱۳۴۲۹۹ | 4698 P-L    | ۲۴ سپتامبر ۱۹۶۰ |
| ۱۳۴۲۹۹ | 4704 P-L    | ۲۴ سپتامبر ۱۹۶۰ |
| ۱۳۴۲۹۹ | 4797 P-L    | ۲۴ سپتامبر ۱۹۶۰ |
| ۱۳۴۲۹۹ | 4816 P-L    | ۲۴ سپتامبر ۱۹۶۰ |
| ۱۳۴۲۹۹ | 6362 P-L    | ۲۴ سپتامبر ۱۹۶۰ |
| ۱۳۴۲۹۹ | 7501 P-L    | ۱۷ اکتبر ۱۹۶۰   |
| ۱۳۴۲۹۹ | 9579 P-L    | ۱۷ اکتبر ۱۹۶۰   |
| ۱۳۴۳۱۷ | 4117 T-1    | ۲۶ مارس ۱۹۷۱    |
| ۱۳۴۳۱۸ | 1141 T-2    | ۲۹ سپتامبر ۱۹۷۳ |
| ۱۳۴۳۱۹ | 1205 T-2    | ۲۹ سپتامبر ۱۹۷۳ |
| ۱۳۴۳۲۰ | 1292 T-2    | ۲۹ سپتامبر ۱۹۷۳ |
| ۱۳۴۳۲۱ | 1316 T-2    | ۲۹ سپتامبر ۱۹۷۳ |
| ۱۳۴۳۲۲ | 1471 T-2    | ۲۹ سپتامبر ۱۹۷۳ |
| ۱۳۴۳۲۳ | 1564 T-2    | ۲۴ سپتامبر ۱۹۷۳ |
| ۱۳۴۳۲۴ | 1619 T-2    | ۲۴ سپتامبر ۱۹۷۳ |
| ۱۳۴۳۲۵ | 4492 T-2    | ۳۰ سپتامبر ۱۹۷۳ |
| ۱۳۴۳۲۶ | 2251 T-3    | ۱۶ اکتبر ۱۹۷۷   |
| ۱۳۴۳۲۷ | 2304 T-3    | ۱۶ اکتبر ۱۹۷۷   |
| ۱۳۴۳۲۸ | 2371 T-3    | ۱۶ اکتبر ۱۹۷۷   |
| ۱۳۴۳۲۹ | Cycnos      | ۱۶ اکتبر ۱۹۷۷   |
| ۱۳۴۳۳۰ | 3055 T-3    | ۱۶ اکتبر ۱۹۷۷   |
| ۱۳۴۳۳۱ | 3139 T-3    | ۱۶ اکتبر ۱۹۷۷   |
| ۱۳۴۳۳۲ | 3323 T-3    | ۱۶ اکتبر ۱۹۷۷   |
| ۱۳۴۳۳۳ | 3345 T-3    | ۱۶ اکتبر ۱۹۷۷   |
| ۱۳۴۳۳۴ | 3391 T-3    | ۱۶ اکتبر ۱۹۷۷   |
| ۱۳۴۳۳۵ | 4112 T-3    | ۱۶ اکتبر ۱۹۷۷   |
| ۱۳۴۳۳۶ | 4592 T-3    | ۱۶ اکتبر ۱۹۷۷   |
| ۱۳۴۳۳۷ | 4680 T-3    | ۱۷ اکتبر ۱۹۷۷   |
| ۱۳۴۳۳۸ | 5080 T-3    | ۱۶ اکتبر ۱۹۷۷   |
| ۱۳۴۳۳۹ | 5628 T-3    | ۱۶ اکتبر ۱۹۷۷   |
| ۱۳۴۳۴۰ | Pluto       | ۲۳              |
| ۱۳۴۳۴۰ | 1979 MA     | ۲۵ ژوئن ۱۹۷۹    |
| ۱۳۴۳۴۲ | 1979 MV3    | ۲۵ ژوئن ۱۹۷۹    |
| ۱۳۴۳۴۳ | 1981 EO5    | ۲ مارس ۱۹۸۱     |
| ۱۳۴۳۴۴ | 1989 SG9    | ۲۴ سپتامبر ۱۹۸۹ |
| ۱۳۴۳۴۵ | 1990 UN5    | ۱۶ اکتبر ۱۹۹۰   |
| ۱۳۴۳۴۶ | 1991 PT2    | ۲ اوت ۱۹۹۱      |
| ۱۳۴۳۴۷ | 1992 RV3    | ۲ سپتامبر ۱۹۹۲  |
| ۱۳۴۳۴۸ | Klemperer   | ۳۱ اکتبر ۱۹۹۲   |
| ۱۳۴۳۴۹ | 1993 FC19   | ۱۷ مارس ۱۹۹۳    |
| ۱۳۴۳۵۰ | 1993 FH33   | ۱۹ مارس ۱۹۹۳    |
| ۱۳۴۳۵۱ | 1993 RC8    | ۱۵ سپتامبر ۱۹۹۳ |
| ۱۳۴۳۵۲ | 1993 TS7    | ۹ اکتبر ۱۹۹۳    |
| ۱۳۴۳۵۳ | 1993 TB30   | ۹ اکتبر ۱۹۹۳    |
| ۱۳۴۳۵۴ | 1993 UM7    | ۲۰ اکتبر ۱۹۹۳   |
| ۱۳۴۳۵۵ | 1994 JL7    | ۵ مه ۱۹۹۴       |
| ۱۳۴۳۵۶ | 1994 PN6    | ۱۰ اوت ۱۹۹۴     |
| ۱۳۴۳۵۷ | 1994 PU9    | ۱۰ اوت ۱۹۹۴     |
| ۱۳۴۳۵۸ | 1994 PW10   | ۱۰ اوت ۱۹۹۴     |
| ۱۳۴۳۵۹ | 1994 PP27   | ۱۲ اوت ۱۹۹۴     |
| ۱۳۴۳۶۰ | 1994 PQ37   | ۱۰ اوت ۱۹۹۴     |
| ۱۳۴۳۶۰ | 1994 RF     | ۴ سپتامبر ۱۹۹۴  |
| ۱۳۴۳۶۲ | 1994 TZ3    | ۲ اکتبر ۱۹۹۴    |
| ۱۳۴۳۶۳ | 1994 VG3    | ۷ نوامبر ۱۹۹۴   |
| ۱۳۴۳۶۴ | 1995 DU4    | ۲۱ فوریه ۱۹۹۵   |
| ۱۳۴۳۶۵ | 1995 GG2    | ۲ آوریل ۱۹۹۵    |
| ۱۳۴۳۶۵ | 1995 LC     | ۱ ژوئن ۱۹۹۵     |
| ۱۳۴۳۶۷ | 1995 OY7    | ۲۵ ژوئیه ۱۹۹۵   |
| ۱۳۴۳۶۸ | 1995 OA16   | ۲۶ ژوئیه ۱۹۹۵   |
| ۱۳۴۳۶۸ | 1995 QE     | ۱۷ اوت ۱۹۹۵     |
| ۱۳۴۳۷۰ | 1995 QA1    | ۱۹ اوت ۱۹۹۵     |
| ۱۳۴۳۷۰ | 1995 RH     | ۳ سپتامبر ۱۹۹۵  |
| ۱۳۴۳۷۲ | 1995 SB4    | ۲۵ سپتامبر ۱۹۹۵ |
| ۱۳۴۳۷۳ | 1995 SO15   | ۱۸ سپتامبر ۱۹۹۵ |
| ۱۳۴۳۷۴ | 1995 ST15   | ۱۸ سپتامبر ۱۹۹۵ |
| ۱۳۴۳۷۵ | 1995 SP18   | ۱۸ سپتامبر ۱۹۹۵ |
| ۱۳۴۳۷۶ | 1995 SN24   | ۱۹ سپتامبر ۱۹۹۵ |
| ۱۳۴۳۷۷ | 1995 SF40   | ۲۵ سپتامبر ۱۹۹۵ |
| ۱۳۴۳۷۸ | 1995 SX55   | ۲۲ سپتامبر ۱۹۹۵ |
| ۱۳۴۳۷۹ | 1995 UZ40   | ۲۳ اکتبر ۱۹۹۵   |
| ۱۳۴۳۸۰ | 1995 YH4    | ۲۸ دسامبر ۱۹۹۵  |
| ۱۳۴۳۸۱ | 1996 AF8    | ۱۳ ژانویه ۱۹۹۶  |
| ۱۳۴۳۸۲ | 1996 CX5    | ۱۰ فوریه ۱۹۹۶   |
| ۱۳۴۳۸۳ | 1996 CF8    | ۱۰ فوریه ۱۹۹۶   |
| ۱۳۴۳۸۴ | 1996 FU7    | ۱۹ مارس ۱۹۹۶    |
| ۱۳۴۳۸۵ | 1996 RW3    | ۱۳ سپتامبر ۱۹۹۶ |
| ۱۳۴۳۸۶ | 1996 SR5    | ۲۰ سپتامبر ۱۹۹۶ |
| ۱۳۴۳۸۷ | 1996 TB16   | ۴ اکتبر ۱۹۹۶    |
| ۱۳۴۳۸۸ | 1996 TF19   | ۴ اکتبر ۱۹۹۶    |
| ۱۳۴۳۸۹ | 1996 VP2    | ۱۰ نوامبر ۱۹۹۶  |
| ۱۳۴۳۹۰ | 1996 VP15   | ۵ نوامبر ۱۹۹۶   |
| ۱۳۴۳۹۱ | 1996 XW10   | ۲ دسامبر ۱۹۹۶   |
| ۱۳۴۳۹۲ | 1996 XD27   | ۵ دسامبر ۱۹۹۶   |
| ۱۳۴۳۹۳ | 1997 AU19   | ۱۰ ژانویه ۱۹۹۷  |
| ۱۳۴۳۹۴ | 1997 BW3    | ۳۱ ژانویه ۱۹۹۷  |
| ۱۳۴۳۹۵ | 1997 GA8    | ۲ آوریل ۱۹۹۷    |
| ۱۳۴۳۹۶ | 1997 HM9    | ۳۰ آوریل ۱۹۹۷   |
| ۱۳۴۳۹۷ | 1997 JK11   | ۳ مه ۱۹۹۷       |
| ۱۳۴۳۹۸ | 1997 JW15   | ۳ مه ۱۹۹۷       |
| ۱۳۴۳۹۹ | 1997 LK1    | ۱ ژوئن ۱۹۹۷     |
| ۱۳۴۴۰۰ | 1997 LK17   | ۸ ژوئن ۱۹۹۷     |
| ۱۳۴۴۰۱ | 1997 MB10   | ۳۰ ژوئن ۱۹۹۷    |
| ۱۳۴۴۰۱ | 1997 RG     | ۱ سپتامبر ۱۹۹۷  |
| ۱۳۴۴۰۱ | 1997 SC     | ۱۶ سپتامبر ۱۹۹۷ |
| ۱۳۴۴۰۴ | 1997 UG8    | ۲۹ اکتبر ۱۹۹۷   |
| ۱۳۴۴۰۵ | 1997 WA29   | ۲۹ نوامبر ۱۹۹۷  |
| ۱۳۴۴۰۵ | 1998 BF     | ۱۷ ژانویه ۱۹۹۸  |
| ۱۳۴۴۰۷ | 1998 BV9    | ۲۲ ژانویه ۱۹۹۸  |
| ۱۳۴۴۰۸ | 1998 DA18   | ۲۳ فوریه ۱۹۹۸   |
| ۱۳۴۴۰۸ | 1998 FV     | ۱۸ مارس ۱۹۹۸    |
| ۱۳۴۴۱۰ | 1998 FF8    | ۲۰ مارس ۱۹۹۸    |
| ۱۳۴۴۱۱ | 1998 FH8    | ۲۰ مارس ۱۹۹۸    |
| ۱۳۴۴۱۲ | 1998 FR29   | ۲۰ مارس ۱۹۹۸    |
| ۱۳۴۴۱۳ | 1998 FU76   | ۲۴ مارس ۱۹۹۸    |
| ۱۳۴۴۱۴ | 1998 HA26   | ۲۰ آوریل ۱۹۹۸   |
| ۱۳۴۴۱۵ | 1998 HZ33   | ۲۰ آوریل ۱۹۹۸   |
| ۱۳۴۴۱۶ | 1998 HP37   | ۲۰ آوریل ۱۹۹۸   |
| ۱۳۴۴۱۷ | 1998 HR60   | ۲۱ آوریل ۱۹۹۸   |
| ۱۳۴۴۱۸ | 1998 HP130  | ۱۹ آوریل ۱۹۹۸   |
| ۱۳۴۴۱۹ | 1998 MV47   | ۲۸ ژوئن ۱۹۹۸    |
| ۱۳۴۴۲۰ | 1998 OA15   | ۲۶ ژوئیه ۱۹۹۸   |
| ۱۳۴۴۲۱ | 1998 QT2    | ۱۷ اوت ۱۹۹۸     |
| ۱۳۴۴۲۲ | 1998 QM3    | ۱۷ اوت ۱۹۹۸     |
| ۱۳۴۴۲۳ | 1998 QT4    | ۲۲ اوت ۱۹۹۸     |
| ۱۳۴۴۲۴ | 1998 QM43   | ۱۷ اوت ۱۹۹۸     |
| ۱۳۴۴۲۵ | 1998 QJ68   | ۲۴ اوت ۱۹۹۸     |
| ۱۳۴۴۲۶ | 1998 QQ105  | ۲۵ اوت ۱۹۹۸     |
| ۱۳۴۴۲۷ | 1998 QM109  | ۱۷ اوت ۱۹۹۸     |
| ۱۳۴۴۲۸ | 1998 RZ3    | ۱۴ سپتامبر ۱۹۹۸ |
| ۱۳۴۴۲۹ | 1998 RT5    | ۱۵ سپتامبر ۱۹۹۸ |
| ۱۳۴۴۳۰ | 1998 RK30   | ۱۴ سپتامبر ۱۹۹۸ |
| ۱۳۴۴۳۱ | 1998 RU34   | ۱۴ سپتامبر ۱۹۹۸ |
| ۱۳۴۴۳۲ | 1998 RH47   | ۱۴ سپتامبر ۱۹۹۸ |
| ۱۳۴۴۳۳ | 1998 RG48   | ۱۴ سپتامبر ۱۹۹۸ |
| ۱۳۴۴۳۴ | 1998 RQ48   | ۱۴ سپتامبر ۱۹۹۸ |
| ۱۳۴۴۳۵ | 1998 RK58   | ۱۴ سپتامبر ۱۹۹۸ |
| ۱۳۴۴۳۶ | 1998 RH61   | ۱۴ سپتامبر ۱۹۹۸ |
| ۱۳۴۴۳۷ | 1998 RR62   | ۱۴ سپتامبر ۱۹۹۸ |
| ۱۳۴۴۳۸ | 1998 RV72   | ۱۴ سپتامبر ۱۹۹۸ |
| ۱۳۴۴۳۹ | 1998 RW74   | ۱۴ سپتامبر ۱۹۹۸ |
| ۱۳۴۴۴۰ | 1998 SE33   | ۱۸ سپتامبر ۱۹۹۸ |
| ۱۳۴۴۴۱ | 1998 SK36   | ۲۷ سپتامبر ۱۹۹۸ |
| ۱۳۴۴۴۲ | 1998 SU50   | ۲۶ سپتامبر ۱۹۹۸ |
| ۱۳۴۴۴۳ | 1998 SN56   | ۱۶ سپتامبر ۱۹۹۸ |
| ۱۳۴۴۴۴ | 1998 SV75   | ۲۹ سپتامبر ۱۹۹۸ |
| ۱۳۴۴۴۵ | 1998 SB80   | ۲۶ سپتامبر ۱۹۹۸ |
| ۱۳۴۴۴۶ | 1998 SE80   | ۲۶ سپتامبر ۱۹۹۸ |
| ۱۳۴۴۴۷ | 1998 SK80   | ۲۶ سپتامبر ۱۹۹۸ |
| ۱۳۴۴۴۸ | 1998 SX80   | ۲۶ سپتامبر ۱۹۹۸ |
| ۱۳۴۴۴۹ | 1998 SR81   | ۲۶ سپتامبر ۱۹۹۸ |
| ۱۳۴۴۵۰ | 1998 SC86   | ۲۶ سپتامبر ۱۹۹۸ |
| ۱۳۴۴۵۱ | 1998 SG98   | ۲۶ سپتامبر ۱۹۹۸ |
| ۱۳۴۴۵۲ | 1998 SZ104  | ۲۶ سپتامبر ۱۹۹۸ |
| ۱۳۴۴۵۳ | 1998 SU108  | ۲۶ سپتامبر ۱۹۹۸ |
| ۱۳۴۴۵۴ | 1998 SG109  | ۲۶ سپتامبر ۱۹۹۸ |
| ۱۳۴۴۵۵ | 1998 ST116  | ۲۶ سپتامبر ۱۹۹۸ |
| ۱۳۴۴۵۶ | 1998 SH117  | ۲۶ سپتامبر ۱۹۹۸ |
| ۱۳۴۴۵۷ | 1998 SK131  | ۲۶ سپتامبر ۱۹۹۸ |
| ۱۳۴۴۵۸ | 1998 SQ131  | ۲۶ سپتامبر ۱۹۹۸ |
| ۱۳۴۴۵۹ | 1998 SS131  | ۲۶ سپتامبر ۱۹۹۸ |
| ۱۳۴۴۶۰ | 1998 SA132  | ۲۶ سپتامبر ۱۹۹۸ |
| ۱۳۴۴۶۱ | 1998 SN139  | ۲۶ سپتامبر ۱۹۹۸ |
| ۱۳۴۴۶۲ | 1998 ST163  | ۱۸ سپتامبر ۱۹۹۸ |
| ۱۳۴۴۶۳ | 1998 SG169  | ۲۲ سپتامبر ۱۹۹۸ |
| ۱۳۴۴۶۴ | 1998 TQ2    | ۱۳ اکتبر ۱۹۹۸   |
| ۱۳۴۴۶۵ | 1998 TB13   | ۱۳ اکتبر ۱۹۹۸   |
| ۱۳۴۴۶۶ | 1998 TD19   | ۱۴ اکتبر ۱۹۹۸   |
| ۱۳۴۴۶۷ | 1998 UM7    | ۲۲ اکتبر ۱۹۹۸   |
| ۱۳۴۴۶۸ | 1998 UX8    | ۱۷ اکتبر ۱۹۹۸   |
| ۱۳۴۴۶۹ | 1998 UD11   | ۱۷ اکتبر ۱۹۹۸   |
| ۱۳۴۴۷۰ | 1998 UU34   | ۲۸ اکتبر ۱۹۹۸   |
| ۱۳۴۴۷۱ | 1998 UW41   | ۲۸ اکتبر ۱۹۹۸   |
| ۱۳۴۴۷۲ | 1998 UX41   | ۲۸ اکتبر ۱۹۹۸   |
| ۱۳۴۴۷۳ | 1998 VA14   | ۱۰ نوامبر ۱۹۹۸  |
| ۱۳۴۴۷۴ | 1998 VD37   | ۱۰ نوامبر ۱۹۹۸  |
| ۱۳۴۴۷۵ | 1998 VC39   | ۱۰ نوامبر ۱۹۹۸  |
| ۱۳۴۴۷۶ | 1998 VE49   | ۱۱ نوامبر ۱۹۹۸  |
| ۱۳۴۴۷۷ | 1998 VF49   | ۱۱ نوامبر ۱۹۹۸  |
| ۱۳۴۴۷۸ | 1998 VN51   | ۱۳ نوامبر ۱۹۹۸  |
| ۱۳۴۴۷۹ | 1998 VJ52   | ۱۳ نوامبر ۱۹۹۸  |
| ۱۳۴۴۸۰ | 1998 VY52   | ۱۴ نوامبر ۱۹۹۸  |
| ۱۳۴۴۸۱ | 1998 VJ54   | ۱۴ نوامبر ۱۹۹۸  |
| ۱۳۴۴۸۲ | 1998 WX1    | ۱۷ نوامبر ۱۹۹۸  |
| ۱۳۴۴۸۳ | 1998 WK2    | ۱۹ نوامبر ۱۹۹۸  |
| ۱۳۴۴۸۴ | 1998 WO15   | ۲۱ نوامبر ۱۹۹۸  |
| ۱۳۴۴۸۵ | 1998 WA21   | ۱۸ نوامبر ۱۹۹۸  |
| ۱۳۴۴۸۵ | 1998 XP     | ۱۰ دسامبر ۱۹۹۸  |
| ۱۳۴۴۸۷ | 1998 XF4    | ۸ دسامبر ۱۹۹۸   |
| ۱۳۴۴۸۸ | 1998 XJ22   | ۱۱ دسامبر ۱۹۹۸  |
| ۱۳۴۴۸۹ | 1998 XR38   | ۱۴ دسامبر ۱۹۹۸  |
| ۱۳۴۴۹۰ | 1998 XF40   | ۱۴ دسامبر ۱۹۹۸  |
| ۱۳۴۴۹۱ | 1998 XK45   | ۱۴ دسامبر ۱۹۹۸  |
| ۱۳۴۴۹۲ | 1998 XR53   | ۱۴ دسامبر ۱۹۹۸  |
| ۱۳۴۴۹۳ | 1998 XR63   | ۱۴ دسامبر ۱۹۹۸  |
| ۱۳۴۴۹۴ | 1998 XV67   | ۱۴ دسامبر ۱۹۹۸  |
| ۱۳۴۴۹۵ | 1998 YT21   | ۲۶ دسامبر ۱۹۹۸  |
| ۱۳۴۴۹۶ | 1999 AG17   | ۱۱ ژانویه ۱۹۹۹  |
| ۱۳۴۴۹۷ | 1999 BQ1    | ۱۶ ژانویه ۱۹۹۹  |
| ۱۳۴۴۹۸ | 1999 BZ7    | ۲۱ ژانویه ۱۹۹۹  |
| ۱۳۴۴۹۹ | 1999 BE9    | ۲۲ ژانویه ۱۹۹۹  |
| ۱۳۴۵۰۰ | 1999 BK27   | ۱۶ ژانویه ۱۹۹۹  |
| ۱۳۴۵۰۱ | 1999 CK45   | ۱۰ فوریه ۱۹۹۹   |
| ۱۳۴۵۰۲ | 1999 CW81   | ۱۲ فوریه ۱۹۹۹   |
| ۱۳۴۵۰۳ | 1999 CO91   | ۱۰ فوریه ۱۹۹۹   |
| ۱۳۴۵۰۴ | 1999 CL95   | ۱۰ فوریه ۱۹۹۹   |
| ۱۳۴۵۰۵ | 1999 CG98   | ۱۰ فوریه ۱۹۹۹   |
| ۱۳۴۵۰۶ | 1999 CZ108  | ۱۲ فوریه ۱۹۹۹   |
| ۱۳۴۵۰۷ | 1999 CR142  | ۱۰ فوریه ۱۹۹۹   |
| ۱۳۴۵۰۸ | 1999 CA147  | ۹ فوریه ۱۹۹۹    |
| ۱۳۴۵۰۹ | 1999 FC8    | ۲۰ مارس ۱۹۹۹    |
| ۱۳۴۵۱۰ | 1999 FT21   | ۲۴ مارس ۱۹۹۹    |
| ۱۳۴۵۱۱ | 1999 FK35   | ۲۰ مارس ۱۹۹۹    |
| ۱۳۴۵۱۲ | 1999 GC58   | ۷ آوریل ۱۹۹۹    |
| ۱۳۴۵۱۳ | 1999 JN42   | ۱۰ مه ۱۹۹۹      |
| ۱۳۴۵۱۴ | 1999 JK123  | ۱۳ مه ۱۹۹۹      |
| ۱۳۴۵۱۵ | 1999 JL124  | ۱۰ مه ۱۹۹۹      |
| ۱۳۴۵۱۶ | 1999 KM10   | ۱۸ مه ۱۹۹۹      |
| ۱۳۴۵۱۶ | 1999 NN     | ۷ ژوئیه ۱۹۹۹    |
| ۱۳۴۵۱۸ | 1999 NA18   | ۱۴ ژوئیه ۱۹۹۹   |
| ۱۳۴۵۱۹ | 1999 NB21   | ۱۴ ژوئیه ۱۹۹۹   |
| ۱۳۴۵۲۰ | 1999 PK3    | ۱۲ اوت ۱۹۹۹     |
| ۱۳۴۵۲۱ | 1999 RU8    | ۴ سپتامبر ۱۹۹۹  |
| ۱۳۴۵۲۲ | 1999 RD13   | ۷ سپتامبر ۱۹۹۹  |
| ۱۳۴۵۲۳ | 1999 RR13   | ۷ سپتامبر ۱۹۹۹  |
| ۱۳۴۵۲۴ | 1999 RH18   | ۷ سپتامبر ۱۹۹۹  |
| ۱۳۴۵۲۵ | 1999 RW21   | ۷ سپتامبر ۱۹۹۹  |
| ۱۳۴۵۲۶ | 1999 RX22   | ۷ سپتامبر ۱۹۹۹  |
| ۱۳۴۵۲۷ | 1999 RY30   | ۸ سپتامبر ۱۹۹۹  |
| ۱۳۴۵۲۸ | 1999 RQ38   | ۱۲ سپتامبر ۱۹۹۹ |
| ۱۳۴۵۲۹ | 1999 RD40   | ۱۲ سپتامبر ۱۹۹۹ |
| ۱۳۴۵۳۰ | 1999 RN52   | ۷ سپتامبر ۱۹۹۹  |
| ۱۳۴۵۳۱ | 1999 RN54   | ۷ سپتامبر ۱۹۹۹  |
| ۱۳۴۵۳۲ | 1999 RF55   | ۷ سپتامبر ۱۹۹۹  |
| ۱۳۴۵۳۳ | 1999 RO64   | ۷ سپتامبر ۱۹۹۹  |
| ۱۳۴۵۳۴ | 1999 RN69   | ۷ سپتامبر ۱۹۹۹  |
| ۱۳۴۵۳۵ | 1999 RZ70   | ۷ سپتامبر ۱۹۹۹  |
| ۱۳۴۵۳۶ | 1999 RD77   | ۷ سپتامبر ۱۹۹۹  |
| ۱۳۴۵۳۷ | 1999 RD83   | ۷ سپتامبر ۱۹۹۹  |
| ۱۳۴۵۳۸ | 1999 RQ84   | ۷ سپتامبر ۱۹۹۹  |
| ۱۳۴۵۳۹ | 1999 RV89   | ۷ سپتامبر ۱۹۹۹  |
| ۱۳۴۵۴۰ | 1999 RZ91   | ۷ سپتامبر ۱۹۹۹  |
| ۱۳۴۵۴۱ | 1999 RD96   | ۷ سپتامبر ۱۹۹۹  |
| ۱۳۴۵۴۲ | 1999 RZ101  | ۸ سپتامبر ۱۹۹۹  |
| ۱۳۴۵۴۳ | 1999 RA119  | ۹ سپتامبر ۱۹۹۹  |
| ۱۳۴۵۴۴ | 1999 RN124  | ۹ سپتامبر ۱۹۹۹  |
| ۱۳۴۵۴۵ | 1999 RP124  | ۹ سپتامبر ۱۹۹۹  |
| ۱۳۴۵۴۶ | 1999 RZ136  | ۹ سپتامبر ۱۹۹۹  |
| ۱۳۴۵۴۷ | 1999 RL148  | ۹ سپتامبر ۱۹۹۹  |
| ۱۳۴۵۴۸ | 1999 RY150  | ۹ سپتامبر ۱۹۹۹  |
| ۱۳۴۵۴۹ | 1999 RN154  | ۹ سپتامبر ۱۹۹۹  |
| ۱۳۴۵۵۰ | 1999 RF157  | ۹ سپتامبر ۱۹۹۹  |
| ۱۳۴۵۵۱ | 1999 RQ162  | ۹ سپتامبر ۱۹۹۹  |
| ۱۳۴۵۵۲ | 1999 RD165  | ۹ سپتامبر ۱۹۹۹  |
| ۱۳۴۵۵۳ | 1999 RK165  | ۹ سپتامبر ۱۹۹۹  |
| ۱۳۴۵۵۴ | 1999 RE169  | ۹ سپتامبر ۱۹۹۹  |
| ۱۳۴۵۵۵ | 1999 RN169  | ۹ سپتامبر ۱۹۹۹  |
| ۱۳۴۵۵۶ | 1999 RV169  | ۹ سپتامبر ۱۹۹۹  |
| ۱۳۴۵۵۷ | 1999 RH172  | ۹ سپتامبر ۱۹۹۹  |
| ۱۳۴۵۵۸ | 1999 RW173  | ۹ سپتامبر ۱۹۹۹  |
| ۱۳۴۵۵۹ | 1999 RB174  | ۹ سپتامبر ۱۹۹۹  |
| ۱۳۴۵۶۰ | 1999 RV174  | ۹ سپتامبر ۱۹۹۹  |
| ۱۳۴۵۶۱ | 1999 RM175  | ۹ سپتامبر ۱۹۹۹  |
| ۱۳۴۵۶۲ | 1999 RS177  | ۹ سپتامبر ۱۹۹۹  |
| ۱۳۴۵۶۳ | 1999 RA179  | ۹ سپتامبر ۱۹۹۹  |
| ۱۳۴۵۶۴ | 1999 RG179  | ۹ سپتامبر ۱۹۹۹  |
| ۱۳۴۵۶۵ | 1999 RK208  | ۸ سپتامبر ۱۹۹۹  |
| ۱۳۴۵۶۶ | 1999 RY208  | ۸ سپتامبر ۱۹۹۹  |
| ۱۳۴۵۶۷ | 1999 RZ212  | ۹ سپتامبر ۱۹۹۹  |
| ۱۳۴۵۶۸ | 1999 RH215  | ۷ سپتامبر ۱۹۹۹  |
| ۱۳۴۵۶۹ | 1999 RH222  | ۷ سپتامبر ۱۹۹۹  |
| ۱۳۴۵۷۰ | 1999 RM241  | ۱۴ سپتامبر ۱۹۹۹ |
| ۱۳۴۵۷۱ | 1999 RH246  | ۷ سپتامبر ۱۹۹۹  |
| ۱۳۴۵۷۲ | 1999 RV248  | ۷ سپتامبر ۱۹۹۹  |
| ۱۳۴۵۷۳ | 1999 SK3    | ۲۲ سپتامبر ۱۹۹۹ |
| ۱۳۴۵۷۴ | 1999 SF14   | ۲۹ سپتامبر ۱۹۹۹ |
| ۱۳۴۵۷۵ | 1999 SL15   | ۳۰ سپتامبر ۱۹۹۹ |
| ۱۳۴۵۷۶ | 1999 SX15   | ۳۰ سپتامبر ۱۹۹۹ |
| ۱۳۴۵۷۷ | 1999 SY27   | ۲۷ سپتامبر ۱۹۹۹ |
| ۱۳۴۵۷۸ | 1999 TN7    | ۷ اکتبر ۱۹۹۹    |
| ۱۳۴۵۷۹ | 1999 TC14   | ۱۳ اکتبر ۱۹۹۹   |
| ۱۳۴۵۸۰ | 1999 TE19   | ۱۱ اکتبر ۱۹۹۹   |
| ۱۳۴۵۸۱ | 1999 TX28   | ۴ اکتبر ۱۹۹۹    |
| ۱۳۴۵۸۲ | 1999 TZ31   | ۴ اکتبر ۱۹۹۹    |
| ۱۳۴۵۸۳ | 1999 TA34   | ۴ اکتبر ۱۹۹۹    |
| ۱۳۴۵۸۴ | 1999 TU44   | ۳ اکتبر ۱۹۹۹    |
| ۱۳۴۵۸۵ | 1999 TN56   | ۶ اکتبر ۱۹۹۹    |
| ۱۳۴۵۸۶ | 1999 TA61   | ۷ اکتبر ۱۹۹۹    |
| ۱۳۴۵۸۷ | 1999 TZ62   | ۷ اکتبر ۱۹۹۹    |
| ۱۳۴۵۸۸ | 1999 TK64   | ۸ اکتبر ۱۹۹۹    |
| ۱۳۴۵۸۹ | 1999 TB94   | ۲ اکتبر ۱۹۹۹    |
| ۱۳۴۵۹۰ | 1999 TO96   | ۲ اکتبر ۱۹۹۹    |
| ۱۳۴۵۹۱ | 1999 TJ104  | ۳ اکتبر ۱۹۹۹    |
| ۱۳۴۵۹۲ | 1999 TK111  | ۴ اکتبر ۱۹۹۹    |
| ۱۳۴۵۹۳ | 1999 TR121  | ۴ اکتبر ۱۹۹۹    |
| ۱۳۴۵۹۴ | 1999 TZ121  | ۴ اکتبر ۱۹۹۹    |
| ۱۳۴۵۹۵ | 1999 TS123  | ۴ اکتبر ۱۹۹۹    |
| ۱۳۴۵۹۶ | 1999 TD125  | ۴ اکتبر ۱۹۹۹    |
| ۱۳۴۵۹۷ | 1999 TE128  | ۴ اکتبر ۱۹۹۹    |
| ۱۳۴۵۹۸ | 1999 TQ147  | ۷ اکتبر ۱۹۹۹    |
| ۱۳۴۵۹۹ | 1999 TF148  | ۷ اکتبر ۱۹۹۹    |
| ۱۳۴۶۰۰ | 1999 TO149  | ۷ اکتبر ۱۹۹۹    |
| ۱۳۴۶۰۱ | 1999 TM151  | ۷ اکتبر ۱۹۹۹    |
| ۱۳۴۶۰۲ | 1999 TX151  | ۷ اکتبر ۱۹۹۹    |
| ۱۳۴۶۰۳ | 1999 TJ171  | ۱۰ اکتبر ۱۹۹۹   |
| ۱۳۴۶۰۴ | 1999 TN174  | ۱۰ اکتبر ۱۹۹۹   |
| ۱۳۴۶۰۵ | 1999 TF177  | ۱۰ اکتبر ۱۹۹۹   |
| ۱۳۴۶۰۶ | 1999 TH191  | ۱۲ اکتبر ۱۹۹۹   |
| ۱۳۴۶۰۷ | 1999 TK197  | ۱۲ اکتبر ۱۹۹۹   |
| ۱۳۴۶۰۸ | 1999 TS200  | ۱۳ اکتبر ۱۹۹۹   |
| ۱۳۴۶۰۹ | 1999 TO213  | ۱۵ اکتبر ۱۹۹۹   |
| ۱۳۴۶۱۰ | 1999 TE215  | ۱۵ اکتبر ۱۹۹۹   |
| ۱۳۴۶۱۱ | 1999 TN217  | ۱۵ اکتبر ۱۹۹۹   |
| ۱۳۴۶۱۲ | 1999 TO218  | ۱۵ اکتبر ۱۹۹۹   |
| ۱۳۴۶۱۳ | 1999 TT220  | ۱ اکتبر ۱۹۹۹    |
| ۱۳۴۶۱۴ | 1999 TB232  | ۵ اکتبر ۱۹۹۹    |
| ۱۳۴۶۱۵ | 1999 TC232  | ۵ اکتبر ۱۹۹۹    |
| ۱۳۴۶۱۶ | 1999 TP235  | ۳ اکتبر ۱۹۹۹    |
| ۱۳۴۶۱۷ | 1999 TZ242  | ۴ اکتبر ۱۹۹۹    |
| ۱۳۴۶۱۸ | 1999 TJ259  | ۹ اکتبر ۱۹۹۹    |
| ۱۳۴۶۱۹ | 1999 TA260  | ۹ اکتبر ۱۹۹۹    |
| ۱۳۴۶۲۰ | 1999 TC265  | ۳ اکتبر ۱۹۹۹    |
| ۱۳۴۶۲۱ | 1999 TC271  | ۳ اکتبر ۱۹۹۹    |
| ۱۳۴۶۲۲ | 1999 TT271  | ۳ اکتبر ۱۹۹۹    |
| ۱۳۴۶۲۳ | 1999 TM272  | ۳ اکتبر ۱۹۹۹    |
| ۱۳۴۶۲۴ | 1999 TZ272  | ۳ اکتبر ۱۹۹۹    |
| ۱۳۴۶۲۵ | 1999 TM273  | ۵ اکتبر ۱۹۹۹    |
| ۱۳۴۶۲۶ | 1999 TM274  | ۶ اکتبر ۱۹۹۹    |
| ۱۳۴۶۲۷ | 1999 TA281  | ۸ اکتبر ۱۹۹۹    |
| ۱۳۴۶۲۸ | 1999 TR283  | ۹ اکتبر ۱۹۹۹    |
| ۱۳۴۶۲۹ | 1999 TK286  | ۱۰ اکتبر ۱۹۹۹   |
| ۱۳۴۶۳۰ | 1999 TC315  | ۹ اکتبر ۱۹۹۹    |
| ۱۳۴۶۳۱ | 1999 TX322  | ۲ اکتبر ۱۹۹۹    |
| ۱۳۴۶۳۲ | 1999 UG7    | ۳۰ اکتبر ۱۹۹۹   |
| ۱۳۴۶۳۳ | 1999 UG8    | ۲۹ اکتبر ۱۹۹۹   |
| ۱۳۴۶۳۴ | 1999 UH12   | ۳۱ اکتبر ۱۹۹۹   |
| ۱۳۴۶۳۵ | 1999 UY15   | ۲۹ اکتبر ۱۹۹۹   |
| ۱۳۴۶۳۶ | 1999 UB20   | ۳۱ اکتبر ۱۹۹۹   |
| ۱۳۴۶۳۷ | 1999 UD24   | ۲۸ اکتبر ۱۹۹۹   |
| ۱۳۴۶۳۸ | 1999 UD37   | ۱۶ اکتبر ۱۹۹۹   |
| ۱۳۴۶۳۹ | 1999 UH38   | ۱۷ اکتبر ۱۹۹۹   |
| ۱۳۴۶۴۰ | 1999 UV42   | ۲۸ اکتبر ۱۹۹۹   |
| ۱۳۴۶۴۱ | 1999 UA43   | ۲۸ اکتبر ۱۹۹۹   |
| ۱۳۴۶۴۲ | 1999 UV44   | ۳۰ اکتبر ۱۹۹۹   |
| ۱۳۴۶۴۳ | 1999 UU47   | ۳۰ اکتبر ۱۹۹۹   |
| ۱۳۴۶۴۴ | 1999 VV4    | ۵ نوامبر ۱۹۹۹   |
| ۱۳۴۶۴۵ | 1999 VZ4    | ۵ نوامبر ۱۹۹۹   |
| ۱۳۴۶۴۶ | 1999 VN7    | ۷ نوامبر ۱۹۹۹   |
| ۱۳۴۶۴۷ | 1999 VM9    | ۸ نوامبر ۱۹۹۹   |
| ۱۳۴۶۴۸ | 1999 VN22   | ۱۳ نوامبر ۱۹۹۹  |
| ۱۳۴۶۴۹ | 1999 VR28   | ۳ نوامبر ۱۹۹۹   |
| ۱۳۴۶۵۰ | 1999 VS29   | ۳ نوامبر ۱۹۹۹   |
| ۱۳۴۶۵۱ | 1999 VQ37   | ۳ نوامبر ۱۹۹۹   |
| ۱۳۴۶۵۲ | 1999 VT37   | ۳ نوامبر ۱۹۹۹   |
| ۱۳۴۶۵۳ | 1999 VJ38   | ۱۰ نوامبر ۱۹۹۹  |
| ۱۳۴۶۵۴ | 1999 VK40   | ۱۳ نوامبر ۱۹۹۹  |
| ۱۳۴۶۵۵ | 1999 VR51   | ۳ نوامبر ۱۹۹۹   |
| ۱۳۴۶۵۶ | 1999 VV68   | ۴ نوامبر ۱۹۹۹   |
| ۱۳۴۶۵۷ | 1999 VG79   | ۴ نوامبر ۱۹۹۹   |
| ۱۳۴۶۵۸ | 1999 VS85   | ۴ نوامبر ۱۹۹۹   |
| ۱۳۴۶۵۹ | 1999 VX88   | ۴ نوامبر ۱۹۹۹   |
| ۱۳۴۶۶۰ | 1999 VR112  | ۹ نوامبر ۱۹۹۹   |
| ۱۳۴۶۶۱ | 1999 VT112  | ۹ نوامبر ۱۹۹۹   |
| ۱۳۴۶۶۲ | 1999 VQ128  | ۹ نوامبر ۱۹۹۹   |
| ۱۳۴۶۶۳ | 1999 VM135  | ۱۳ نوامبر ۱۹۹۹  |
| ۱۳۴۶۶۴ | 1999 VE144  | ۱۱ نوامبر ۱۹۹۹  |
| ۱۳۴۶۶۵ | 1999 VR148  | ۱۴ نوامبر ۱۹۹۹  |
| ۱۳۴۶۶۶ | 1999 VM156  | ۱۲ نوامبر ۱۹۹۹  |
| ۱۳۴۶۶۷ | 1999 VQ164  | ۱۴ نوامبر ۱۹۹۹  |
| ۱۳۴۶۶۸ | 1999 VX169  | ۱۴ نوامبر ۱۹۹۹  |
| ۱۳۴۶۶۹ | 1999 VC186  | ۱۵ نوامبر ۱۹۹۹  |
| ۱۳۴۶۷۰ | 1999 VF189  | ۱۵ نوامبر ۱۹۹۹  |
| ۱۳۴۶۷۱ | 1999 VF193  | ۱ نوامبر ۱۹۹۹   |
| ۱۳۴۶۷۲ | 1999 VE205  | ۱۱ نوامبر ۱۹۹۹  |
| ۱۳۴۶۷۳ | 1999 VM211  | ۱۴ نوامبر ۱۹۹۹  |
| ۱۳۴۶۷۴ | 1999 VO225  | ۵ نوامبر ۱۹۹۹   |
| ۱۳۴۶۷۵ | 1999 WR6    | ۲۸ نوامبر ۱۹۹۹  |
| ۱۳۴۶۷۶ | 1999 WN11   | ۲۹ نوامبر ۱۹۹۹  |
| ۱۳۴۶۷۷ | 1999 WD14   | ۲۸ نوامبر ۱۹۹۹  |
| ۱۳۴۶۷۸ | 1999 WZ16   | ۳۰ نوامبر ۱۹۹۹  |
| ۱۳۴۶۷۹ | 1999 XX4    | ۴ دسامبر ۱۹۹۹   |
| ۱۳۴۶۸۰ | 1999 XX24   | ۶ دسامبر ۱۹۹۹   |
| ۱۳۴۶۸۱ | 1999 XC25   | ۶ دسامبر ۱۹۹۹   |
| ۱۳۴۶۸۲ | 1999 XM27   | ۶ دسامبر ۱۹۹۹   |
| ۱۳۴۶۸۳ | 1999 XO28   | ۶ دسامبر ۱۹۹۹   |
| ۱۳۴۶۸۴ | 1999 XM32   | ۶ دسامبر ۱۹۹۹   |
| ۱۳۴۶۸۵ | 1999 XJ43   | ۷ دسامبر ۱۹۹۹   |
| ۱۳۴۶۸۶ | 1999 XP50   | ۷ دسامبر ۱۹۹۹   |
| ۱۳۴۶۸۷ | 1999 XL56   | ۷ دسامبر ۱۹۹۹   |
| ۱۳۴۶۸۸ | 1999 XS58   | ۷ دسامبر ۱۹۹۹   |
| ۱۳۴۶۸۹ | 1999 XO61   | ۷ دسامبر ۱۹۹۹   |
| ۱۳۴۶۹۰ | 1999 XP61   | ۷ دسامبر ۱۹۹۹   |
| ۱۳۴۶۹۱ | 1999 XR61   | ۷ دسامبر ۱۹۹۹   |
| ۱۳۴۶۹۲ | 1999 XV66   | ۷ دسامبر ۱۹۹۹   |
| ۱۳۴۶۹۳ | 1999 XP67   | ۷ دسامبر ۱۹۹۹   |
| ۱۳۴۶۹۴ | 1999 XX72   | ۷ دسامبر ۱۹۹۹   |
| ۱۳۴۶۹۵ | 1999 XR82   | ۷ دسامبر ۱۹۹۹   |
| ۱۳۴۶۹۶ | 1999 XZ96   | ۷ دسامبر ۱۹۹۹   |
| ۱۳۴۶۹۷ | 1999 XG105  | ۸ دسامبر ۱۹۹۹   |
| ۱۳۴۶۹۸ | 1999 XY115  | ۵ دسامبر ۱۹۹۹   |
| ۱۳۴۶۹۹ | 1999 XX118  | ۵ دسامبر ۱۹۹۹   |
| ۱۳۴۷۰۰ | 1999 XB120  | ۵ دسامبر ۱۹۹۹   |
| ۱۳۴۷۰۱ | 1999 XT122  | ۷ دسامبر ۱۹۹۹   |
| ۱۳۴۷۰۲ | 1999 XQ125  | ۷ دسامبر ۱۹۹۹   |
| ۱۳۴۷۰۳ | 1999 XM137  | ۲ دسامبر ۱۹۹۹   |
| ۱۳۴۷۰۴ | 1999 XS156  | ۸ دسامبر ۱۹۹۹   |
| ۱۳۴۷۰۵ | 1999 XA186  | ۱۲ دسامبر ۱۹۹۹  |
| ۱۳۴۷۰۶ | 1999 XK202  | ۱۲ دسامبر ۱۹۹۹  |
| ۱۳۴۷۰۷ | 1999 XD212  | ۱۳ دسامبر ۱۹۹۹  |
| ۱۳۴۷۰۸ | 1999 XR215  | ۱۴ دسامبر ۱۹۹۹  |
| ۱۳۴۷۰۹ | 1999 XT228  | ۱۴ دسامبر ۱۹۹۹  |
| ۱۳۴۷۱۰ | 1999 XR230  | ۷ دسامبر ۱۹۹۹   |
| ۱۳۴۷۱۱ | 1999 XV241  | ۱۳ دسامبر ۱۹۹۹  |
| ۱۳۴۷۱۲ | 1999 XZ248  | ۶ دسامبر ۱۹۹۹   |
| ۱۳۴۷۱۳ | 1999 XC251  | ۵ دسامبر ۱۹۹۹   |
| ۱۳۴۷۱۴ | 1999 XJ254  | ۱۲ دسامبر ۱۹۹۹  |
| ۱۳۴۷۱۵ | 1999 YJ14   | ۳۱ دسامبر ۱۹۹۹  |
| ۱۳۴۷۱۶ | 1999 YL16   | ۳۱ دسامبر ۱۹۹۹  |
| ۱۳۴۷۱۷ | 2000 AO1    | ۲ ژانویه ۲۰۰۰   |
| ۱۳۴۷۱۸ | 2000 AP12   | ۳ ژانویه ۲۰۰۰   |
| ۱۳۴۷۱۹ | 2000 AF14   | ۳ ژانویه ۲۰۰۰   |
| ۱۳۴۷۲۰ | 2000 AX29   | ۳ ژانویه ۲۰۰۰   |
| ۱۳۴۷۲۱ | 2000 AE32   | ۳ ژانویه ۲۰۰۰   |
| ۱۳۴۷۲۲ | 2000 AL37   | ۳ ژانویه ۲۰۰۰   |
| ۱۳۴۷۲۳ | 2000 AV38   | ۳ ژانویه ۲۰۰۰   |
| ۱۳۴۷۲۴ | 2000 AE40   | ۳ ژانویه ۲۰۰۰   |
| ۱۳۴۷۲۵ | 2000 AX52   | ۴ ژانویه ۲۰۰۰   |
| ۱۳۴۷۲۶ | 2000 AJ67   | ۴ ژانویه ۲۰۰۰   |
| ۱۳۴۷۲۷ | 2000 AR68   | ۵ ژانویه ۲۰۰۰   |
| ۱۳۴۷۲۸ | 2000 AN77   | ۵ ژانویه ۲۰۰۰   |
| ۱۳۴۷۲۹ | 2000 AP92   | ۲ ژانویه ۲۰۰۰   |
| ۱۳۴۷۳۰ | 2000 AX97   | ۴ ژانویه ۲۰۰۰   |
| ۱۳۴۷۳۱ | 2000 AU101  | ۵ ژانویه ۲۰۰۰   |
| ۱۳۴۷۳۲ | 2000 AW122  | ۵ ژانویه ۲۰۰۰   |
| ۱۳۴۷۳۳ | 2000 AA130  | ۵ ژانویه ۲۰۰۰   |
| ۱۳۴۷۳۴ | 2000 AQ130  | ۵ ژانویه ۲۰۰۰   |
| ۱۳۴۷۳۵ | 2000 AV144  | ۵ ژانویه ۲۰۰۰   |
| ۱۳۴۷۳۶ | 2000 AS151  | ۸ ژانویه ۲۰۰۰   |
| ۱۳۴۷۳۷ | 2000 AO155  | ۳ ژانویه ۲۰۰۰   |
| ۱۳۴۷۳۸ | 2000 AM168  | ۱۳ ژانویه ۲۰۰۰  |
| ۱۳۴۷۳۹ | 2000 AZ171  | ۷ ژانویه ۲۰۰۰   |
| ۱۳۴۷۴۰ | 2000 AX187  | ۸ ژانویه ۲۰۰۰   |
| ۱۳۴۷۴۱ | 2000 AM195  | ۸ ژانویه ۲۰۰۰   |
| ۱۳۴۷۴۲ | 2000 AK204  | ۱۴ ژانویه ۲۰۰۰  |
| ۱۳۴۷۴۳ | 2000 AY230  | ۴ ژانویه ۲۰۰۰   |
| ۱۳۴۷۴۴ | 2000 AM232  | ۴ ژانویه ۲۰۰۰   |
| ۱۳۴۷۴۵ | 2000 AW247  | ۲ ژانویه ۲۰۰۰   |
| ۱۳۴۷۴۶ | 2000 BO6    | ۲۹ ژانویه ۲۰۰۰  |
| ۱۳۴۷۴۷ | 2000 BR10   | ۲۸ ژانویه ۲۰۰۰  |
| ۱۳۴۷۴۸ | 2000 BF14   | ۲۸ ژانویه ۲۰۰۰  |
| ۱۳۴۷۴۹ | 2000 BT24   | ۲۹ ژانویه ۲۰۰۰  |
| ۱۳۴۷۵۰ | 2000 BE26   | ۳۰ ژانویه ۲۰۰۰  |
| ۱۳۴۷۵۱ | 2000 BJ34   | ۳۰ ژانویه ۲۰۰۰  |
| ۱۳۴۷۵۲ | 2000 BQ35   | ۳۰ ژانویه ۲۰۰۰  |
| ۱۳۴۷۵۳ | 2000 CY1    | ۳ فوریه ۲۰۰۰    |
| ۱۳۴۷۵۴ | 2000 CP7    | ۲ فوریه ۲۰۰۰    |
| ۱۳۴۷۵۵ | 2000 CZ9    | ۲ فوریه ۲۰۰۰    |
| ۱۳۴۷۵۶ | 2000 CP11   | ۲ فوریه ۲۰۰۰    |
| ۱۳۴۷۵۷ | 2000 CM27   | ۲ فوریه ۲۰۰۰    |
| ۱۳۴۷۵۸ | 2000 CZ29   | ۲ فوریه ۲۰۰۰    |
| ۱۳۴۷۵۹ | 2000 CJ33   | ۱ فوریه ۲۰۰۰    |
| ۱۳۴۷۶۰ | 2000 CT60   | ۲ فوریه ۲۰۰۰    |
| ۱۳۴۷۶۱ | 2000 CN77   | ۸ فوریه ۲۰۰۰    |
| ۱۳۴۷۶۲ | 2000 CU87   | ۴ فوریه ۲۰۰۰    |
| ۱۳۴۷۶۳ | 2000 CY89   | ۵ فوریه ۲۰۰۰    |
| ۱۳۴۷۶۴ | 2000 CJ91   | ۶ فوریه ۲۰۰۰    |
| ۱۳۴۷۶۵ | 2000 CX93   | ۸ فوریه ۲۰۰۰    |
| ۱۳۴۷۶۶ | 2000 CY102  | ۵ فوریه ۲۰۰۰    |
| ۱۳۴۷۶۷ | 2000 CS113  | ۱۱ فوریه ۲۰۰۰   |
| ۱۳۴۷۶۸ | 2000 CC125  | ۳ فوریه ۲۰۰۰    |
| ۱۳۴۷۶۹ | 2000 DB1    | ۲۵ فوریه ۲۰۰۰   |
| ۱۳۴۷۷۰ | 2000 DP10   | ۲۶ فوریه ۲۰۰۰   |
| ۱۳۴۷۷۱ | 2000 DA20   | ۲۹ فوریه ۲۰۰۰   |
| ۱۳۴۷۷۲ | 2000 DY25   | ۲۹ فوریه ۲۰۰۰   |
| ۱۳۴۷۷۳ | 2000 DS27   | ۲۹ فوریه ۲۰۰۰   |
| ۱۳۴۷۷۴ | 2000 DA30   | ۲۹ فوریه ۲۰۰۰   |
| ۱۳۴۷۷۵ | 2000 DT34   | ۲۹ فوریه ۲۰۰۰   |
| ۱۳۴۷۷۶ | 2000 DN52   | ۲۹ فوریه ۲۰۰۰   |
| ۱۳۴۷۷۷ | 2000 DB64   | ۲۹ فوریه ۲۰۰۰   |
| ۱۳۴۷۷۸ | 2000 DW67   | ۲۹ فوریه ۲۰۰۰   |
| ۱۳۴۷۷۹ | 2000 DZ69   | ۲۹ فوریه ۲۰۰۰   |
| ۱۳۴۷۸۰ | 2000 DL72   | ۲۹ فوریه ۲۰۰۰   |
| ۱۳۴۷۸۱ | 2000 DB77   | ۲۹ فوریه ۲۰۰۰   |
| ۱۳۴۷۸۲ | 2000 DR78   | ۲۹ فوریه ۲۰۰۰   |
| ۱۳۴۷۸۳ | 2000 DZ90   | ۲۷ فوریه ۲۰۰۰   |
| ۱۳۴۷۸۴ | 2000 DO93   | ۲۸ فوریه ۲۰۰۰   |
| ۱۳۴۷۸۵ | 2000 DK107  | ۲۹ فوریه ۲۰۰۰   |
| ۱۳۴۷۸۶ | 2000 DH109  | ۲۹ فوریه ۲۰۰۰   |
| ۱۳۴۷۸۷ | 2000 DY111  | ۲۹ فوریه ۲۰۰۰   |
| ۱۳۴۷۸۸ | 2000 DJ117  | ۲۵ فوریه ۲۰۰۰   |
| ۱۳۴۷۸۹ | 2000 EC3    | ۳ مارس ۲۰۰۰     |
| ۱۳۴۷۹۰ | 2000 EH4    | ۴ مارس ۲۰۰۰     |
| ۱۳۴۷۹۱ | 2000 EQ7    | ۳ مارس ۲۰۰۰     |
| ۱۳۴۷۹۲ | 2000 EH13   | ۵ مارس ۲۰۰۰     |
| ۱۳۴۷۹۳ | 2000 EH15   | ۵ مارس ۲۰۰۰     |
| ۱۳۴۷۹۴ | 2000 EW17   | ۴ مارس ۲۰۰۰     |
| ۱۳۴۷۹۵ | 2000 EV18   | ۵ مارس ۲۰۰۰     |
| ۱۳۴۷۹۶ | 2000 ER19   | ۵ مارس ۲۰۰۰     |
| ۱۳۴۷۹۷ | 2000 EE25   | ۸ مارس ۲۰۰۰     |
| ۱۳۴۷۹۸ | 2000 EN30   | ۵ مارس ۲۰۰۰     |
| ۱۳۴۷۹۹ | 2000 ES30   | ۵ مارس ۲۰۰۰     |
| ۱۳۴۸۰۰ | 2000 EJ31   | ۵ مارس ۲۰۰۰     |
| ۱۳۴۸۰۱ | 2000 ES40   | ۸ مارس ۲۰۰۰     |
| ۱۳۴۸۰۲ | 2000 EW87   | ۸ مارس ۲۰۰۰     |
| ۱۳۴۸۰۳ | 2000 ER95   | ۱۰ مارس ۲۰۰۰    |
| ۱۳۴۸۰۴ | 2000 EP98   | ۹ مارس ۲۰۰۰     |
| ۱۳۴۸۰۵ | 2000 EV114  | ۱۰ مارس ۲۰۰۰    |
| ۱۳۴۸۰۶ | 2000 EM162  | ۳ مارس ۲۰۰۰     |
| ۱۳۴۸۰۷ | 2000 EJ164  | ۳ مارس ۲۰۰۰     |
| ۱۳۴۸۰۸ | 2000 EO165  | ۳ مارس ۲۰۰۰     |
| ۱۳۴۸۰۹ | 2000 EO169  | ۴ مارس ۲۰۰۰     |
| ۱۳۴۸۱۰ | 2000 EB182  | ۴ مارس ۲۰۰۰     |
| ۱۳۴۸۱۱ | 2000 EU185  | ۱ مارس ۲۰۰۰     |
| ۱۳۴۸۱۲ | 2000 EA192  | ۳ مارس ۲۰۰۰     |
| ۱۳۴۸۱۳ | 2000 FB3    | ۲۷ مارس ۲۰۰۰    |
| ۱۳۴۸۱۴ | 2000 FQ23   | ۲۹ مارس ۲۰۰۰    |
| ۱۳۴۸۱۵ | 2000 FA30   | ۲۷ مارس ۲۰۰۰    |
| ۱۳۴۸۱۶ | 2000 GQ4    | ۴ آوریل ۲۰۰۰    |
| ۱۳۴۸۱۷ | 2000 GB11   | ۵ آوریل ۲۰۰۰    |
| ۱۳۴۸۱۸ | 2000 GH18   | ۵ آوریل ۲۰۰۰    |
| ۱۳۴۸۱۹ | 2000 GW20   | ۵ آوریل ۲۰۰۰    |
| ۱۳۴۸۲۰ | 2000 GE82   | ۷ آوریل ۲۰۰۰    |
| ۱۳۴۸۲۱ | 2000 GR107  | ۷ آوریل ۲۰۰۰    |
| ۱۳۴۸۲۲ | 2000 GK110  | ۲ آوریل ۲۰۰۰    |
| ۱۳۴۸۲۳ | 2000 GR119  | ۵ آوریل ۲۰۰۰    |
| ۱۳۴۸۲۴ | 2000 GT148  | ۵ آوریل ۲۰۰۰    |
| ۱۳۴۸۲۵ | 2000 GL153  | ۶ آوریل ۲۰۰۰    |
| ۱۳۴۸۲۶ | 2000 HD2    | ۲۵ آوریل ۲۰۰۰   |
| ۱۳۴۸۲۷ | 2000 HP5    | ۲۴ آوریل ۲۰۰۰   |
| ۱۳۴۸۲۸ | 2000 HU40   | ۲۸ آوریل ۲۰۰۰   |
| ۱۳۴۸۲۹ | 2000 HV41   | ۲۸ آوریل ۲۰۰۰   |
| ۱۳۴۸۳۰ | 2000 HU55   | ۲۴ آوریل ۲۰۰۰   |
| ۱۳۴۸۳۱ | 2000 HO60   | ۲۵ آوریل ۲۰۰۰   |
| ۱۳۴۸۳۲ | 2000 HT61   | ۲۵ آوریل ۲۰۰۰   |
| ۱۳۴۸۳۳ | 2000 HM68   | ۲۸ آوریل ۲۰۰۰   |
| ۱۳۴۸۳۴ | 2000 HO73   | ۲۷ آوریل ۲۰۰۰   |
| ۱۳۴۸۳۵ | 2000 HX76   | ۲۷ آوریل ۲۰۰۰   |
| ۱۳۴۸۳۶ | 2000 HB85   | ۳۰ آوریل ۲۰۰۰   |
| ۱۳۴۸۳۷ | 2000 JF7    | ۱ مه ۲۰۰۰       |
| ۱۳۴۸۳۸ | 2000 JF20   | ۶ مه ۲۰۰۰       |
| ۱۳۴۸۳۹ | 2000 JN25   | ۷ مه ۲۰۰۰       |
| ۱۳۴۸۴۰ | 2000 JT55   | ۶ مه ۲۰۰۰       |
| ۱۳۴۸۴۱ | 2000 JL57   | ۶ مه ۲۰۰۰       |
| ۱۳۴۸۴۲ | 2000 JJ65   | ۵ مه ۲۰۰۰       |
| ۱۳۴۸۴۳ | 2000 JG79   | ۵ مه ۲۰۰۰       |
| ۱۳۴۸۴۴ | 2000 JX80   | ۱ مه ۲۰۰۰       |
| ۱۳۴۸۴۵ | 2000 KO4    | ۲۷ مه ۲۰۰۰      |
| ۱۳۴۸۴۶ | 2000 KN13   | ۲۸ مه ۲۰۰۰      |
| ۱۳۴۸۴۷ | 2000 KF48   | ۲۷ مه ۲۰۰۰      |
| ۱۳۴۸۴۸ | 2000 KE54   | ۲۷ مه ۲۰۰۰      |
| ۱۳۴۸۴۹ | 2000 KO65   | ۲۷ مه ۲۰۰۰      |
| ۱۳۴۸۵۰ | 2000 KJ83   | ۲۸ مه ۲۰۰۰      |
| ۱۳۴۸۵۱ | 2000 LG28   | ۶ ژوئن ۲۰۰۰     |
| ۱۳۴۸۵۱ | 2000 MM     | ۲۴ ژوئن ۲۰۰۰    |
| ۱۳۴۸۵۳ | 2000 NW10   | ۷ ژوئیه ۲۰۰۰    |
| ۱۳۴۸۵۴ | 2000 OC18   | ۲۳ ژوئیه ۲۰۰۰   |
| ۱۳۴۸۵۵ | 2000 OK21   | ۲۳ ژوئیه ۲۰۰۰   |
| ۱۳۴۸۵۶ | 2000 OY26   | ۲۳ ژوئیه ۲۰۰۰   |
| ۱۳۴۸۵۷ | 2000 OD27   | ۲۳ ژوئیه ۲۰۰۰   |
| ۱۳۴۸۵۸ | 2000 OW54   | ۲۹ ژوئیه ۲۰۰۰   |
| ۱۳۴۸۵۹ | 2000 OF60   | ۲۹ ژوئیه ۲۰۰۰   |
| ۱۳۴۸۶۰ | 2000 OJ67   | ۲۹ ژوئیه ۲۰۰۰   |
| ۱۳۴۸۶۱ | 2000 OT68   | ۲۹ ژوئیه ۲۰۰۰   |
| ۱۳۴۸۶۲ | 2000 PE2    | ۱ اوت ۲۰۰۰      |
| ۱۳۴۸۶۳ | 2000 PX5    | ۲ اوت ۲۰۰۰      |
| ۱۳۴۸۶۴ | 2000 PA15   | ۱ اوت ۲۰۰۰      |
| ۱۳۴۸۶۵ | 2000 QO5    | ۲۴ اوت ۲۰۰۰     |
| ۱۳۴۸۶۶ | 2000 QG16   | ۲۴ اوت ۲۰۰۰     |
| ۱۳۴۸۶۷ | 2000 QA18   | ۲۴ اوت ۲۰۰۰     |
| ۱۳۴۸۶۸ | 2000 QE21   | ۲۴ اوت ۲۰۰۰     |
| ۱۳۴۸۶۹ | 2000 QZ23   | ۲۵ اوت ۲۰۰۰     |
| ۱۳۴۸۷۰ | 2000 QQ82   | ۲۴ اوت ۲۰۰۰     |
| ۱۳۴۸۷۱ | 2000 QT84   | ۲۵ اوت ۲۰۰۰     |
| ۱۳۴۸۷۲ | 2000 QV85   | ۲۵ اوت ۲۰۰۰     |
| ۱۳۴۸۷۳ | 2000 QR89   | ۲۵ اوت ۲۰۰۰     |
| ۱۳۴۸۷۴ | 2000 QA111  | ۲۴ اوت ۲۰۰۰     |
| ۱۳۴۸۷۵ | 2000 QE112  | ۲۴ اوت ۲۰۰۰     |
| ۱۳۴۸۷۶ | 2000 QB117  | ۲۹ اوت ۲۰۰۰     |
| ۱۳۴۸۷۷ | 2000 QN135  | ۲۶ اوت ۲۰۰۰     |
| ۱۳۴۸۷۸ | 2000 QS195  | ۲۶ اوت ۲۰۰۰     |
| ۱۳۴۸۷۹ | 2000 QZ214  | ۳۱ اوت ۲۰۰۰     |
| ۱۳۴۸۸۰ | 2000 QF223  | ۲۱ اوت ۲۰۰۰     |
| ۱۳۴۸۸۱ | 2000 QL223  | ۲۱ اوت ۲۰۰۰     |
| ۱۳۴۸۸۲ | 2000 RH31   | ۱ سپتامبر ۲۰۰۰  |
| ۱۳۴۸۸۳ | 2000 RE36   | ۳ سپتامبر ۲۰۰۰  |
| ۱۳۴۸۸۴ | 2000 RY79   | ۱ سپتامبر ۲۰۰۰  |
| ۱۳۴۸۸۵ | 2000 SZ38   | ۲۴ سپتامبر ۲۰۰۰ |
| ۱۳۴۸۸۶ | 2000 SR62   | ۲۴ سپتامبر ۲۰۰۰ |
| ۱۳۴۸۸۷ | 2000 SL103  | ۲۴ سپتامبر ۲۰۰۰ |
| ۱۳۴۸۸۸ | 2000 SG128  | ۲۴ سپتامبر ۲۰۰۰ |
| ۱۳۴۸۸۹ | 2000 SU191  | ۲۴ سپتامبر ۲۰۰۰ |
| ۱۳۴۸۹۰ | 2000 SO215  | ۲۶ سپتامبر ۲۰۰۰ |
| ۱۳۴۸۹۱ | 2000 SA223  | ۲۷ سپتامبر ۲۰۰۰ |
| ۱۳۴۸۹۲ | 2000 SY256  | ۲۴ سپتامبر ۲۰۰۰ |
| ۱۳۴۸۹۳ | 2000 SA258  | ۲۴ سپتامبر ۲۰۰۰ |
| ۱۳۴۸۹۴ | 2000 SM259  | ۲۴ سپتامبر ۲۰۰۰ |
| ۱۳۴۸۹۵ | 2000 UC13   | ۲۵ اکتبر ۲۰۰۰   |
| ۱۳۴۸۹۶ | 2000 WH13   | ۲۱ نوامبر ۲۰۰۰  |
| ۱۳۴۸۹۷ | 2000 WM13   | ۲۱ نوامبر ۲۰۰۰  |
| ۱۳۴۸۹۸ | 2000 WT75   | ۲۰ نوامبر ۲۰۰۰  |
| ۱۳۴۸۹۹ | 2000 WV106  | ۲۰ نوامبر ۲۰۰۰  |
| ۱۳۴۹۰۰ | 2000 WT120  | ۲۰ نوامبر ۲۰۰۰  |
| ۱۳۴۹۰۱ | 2000 WY156  | ۳۰ نوامبر ۲۰۰۰  |
| ۱۳۴۹۰۲ | 2000 WU159  | ۲۰ نوامبر ۲۰۰۰  |
| ۱۳۴۹۰۳ | 2000 XZ9    | ۱ دسامبر ۲۰۰۰   |
| ۱۳۴۹۰۴ | 2000 XR17   | ۱ دسامبر ۲۰۰۰   |
| ۱۳۴۹۰۵ | 2000 XA26   | ۴ دسامبر ۲۰۰۰   |
| ۱۳۴۹۰۶ | 2000 XO33   | ۴ دسامبر ۲۰۰۰   |
| ۱۳۴۹۰۷ | 2000 YL13   | ۲۱ دسامبر ۲۰۰۰  |
| ۱۳۴۹۰۸ | 2000 YM32   | ۳۰ دسامبر ۲۰۰۰  |
| ۱۳۴۹۰۹ | 2000 YC37   | ۳۰ دسامبر ۲۰۰۰  |
| ۱۳۴۹۱۰ | 2000 YL39   | ۳۰ دسامبر ۲۰۰۰  |
| ۱۳۴۹۱۱ | 2000 YM42   | ۳۰ دسامبر ۲۰۰۰  |
| ۱۳۴۹۱۲ | 2000 YC44   | ۳۰ دسامبر ۲۰۰۰  |
| ۱۳۴۹۱۳ | 2000 YZ45   | ۳۰ دسامبر ۲۰۰۰  |
| ۱۳۴۹۱۴ | 2000 YC51   | ۳۰ دسامبر ۲۰۰۰  |
| ۱۳۴۹۱۵ | 2000 YV51   | ۳۰ دسامبر ۲۰۰۰  |
| ۱۳۴۹۱۶ | 2000 YP53   | ۳۰ دسامبر ۲۰۰۰  |
| ۱۳۴۹۱۷ | 2000 YS53   | ۳۰ دسامبر ۲۰۰۰  |
| ۱۳۴۹۱۸ | 2000 YE55   | ۳۰ دسامبر ۲۰۰۰  |
| ۱۳۴۹۱۹ | 2000 YM59   | ۳۰ دسامبر ۲۰۰۰  |
| ۱۳۴۹۲۰ | 2000 YU92   | ۳۰ دسامبر ۲۰۰۰  |
| ۱۳۴۹۲۱ | 2000 YD98   | ۳۰ دسامبر ۲۰۰۰  |
| ۱۳۴۹۲۲ | 2000 YV104  | ۲۸ دسامبر ۲۰۰۰  |
| ۱۳۴۹۲۳ | 2000 YQ111  | ۳۰ دسامبر ۲۰۰۰  |
| ۱۳۴۹۲۴ | 2000 YC115  | ۳۰ دسامبر ۲۰۰۰  |
| ۱۳۴۹۲۵ | 2000 YO117  | ۳۰ دسامبر ۲۰۰۰  |
| ۱۳۴۹۲۶ | 2000 YS117  | ۳۰ دسامبر ۲۰۰۰  |
| ۱۳۴۹۲۷ | 2000 YB132  | ۳۰ دسامبر ۲۰۰۰  |
| ۱۳۴۹۲۸ | 2001 AG2    | ۲ ژانویه ۲۰۰۱   |
| ۱۳۴۹۲۹ | 2001 AT16   | ۲ ژانویه ۲۰۰۱   |
| ۱۳۴۹۳۰ | 2001 AH26   | ۵ ژانویه ۲۰۰۱   |
| ۱۳۴۹۳۱ | 2001 AN33   | ۴ ژانویه ۲۰۰۱   |
| ۱۳۴۹۳۲ | 2001 BQ5    | ۱۹ ژانویه ۲۰۰۱  |
| ۱۳۴۹۳۳ | 2001 BZ5    | ۱۸ ژانویه ۲۰۰۱  |
| ۱۳۴۹۳۴ | 2001 BT9    | ۱۹ ژانویه ۲۰۰۱  |
| ۱۳۴۹۳۵ | 2001 BL11   | ۲۱ ژانویه ۲۰۰۱  |
| ۱۳۴۹۳۶ | 2001 BV13   | ۲۲ ژانویه ۲۰۰۱  |
| ۱۳۴۹۳۷ | 2001 BH21   | ۱۹ ژانویه ۲۰۰۱  |
| ۱۳۴۹۳۸ | 2001 BW29   | ۲۰ ژانویه ۲۰۰۱  |
| ۱۳۴۹۳۹ | 2001 BY35   | ۱۸ ژانویه ۲۰۰۱  |
| ۱۳۴۹۴۰ | 2001 BR37   | ۲۱ ژانویه ۲۰۰۱  |
| ۱۳۴۹۴۱ | 2001 BM47   | ۲۱ ژانویه ۲۰۰۱  |
| ۱۳۴۹۴۲ | 2001 BO53   | ۱۷ ژانویه ۲۰۰۱  |
| ۱۳۴۹۴۳ | 2001 BB54   | ۱۸ ژانویه ۲۰۰۱  |
| ۱۳۴۹۴۴ | 2001 BY57   | ۲۱ ژانویه ۲۰۰۱  |
| ۱۳۴۹۴۵ | 2001 BN60   | ۲۵ ژانویه ۲۰۰۱  |
| ۱۳۴۹۴۶ | 2001 BH62   | ۲۶ ژانویه ۲۰۰۱  |
| ۱۳۴۹۴۷ | 2001 BD74   | ۳۱ ژانویه ۲۰۰۱  |
| ۱۳۴۹۴۸ | 2001 BL82   | ۲۴ ژانویه ۲۰۰۱  |
| ۱۳۴۹۴۸ | 2001 CR     | ۱ فوریه ۲۰۰۱    |
| ۱۳۴۹۵۰ | 2001 CX5    | ۱ فوریه ۲۰۰۱    |
| ۱۳۴۹۵۱ | 2001 CK7    | ۱ فوریه ۲۰۰۱    |
| ۱۳۴۹۵۲ | 2001 CB12   | ۱ فوریه ۲۰۰۱    |
| ۱۳۴۹۵۳ | 2001 CV20   | ۴ فوریه ۲۰۰۱    |
| ۱۳۴۹۵۴ | 2001 CL27   | ۲ فوریه ۲۰۰۱    |
| ۱۳۴۹۵۵ | 2001 CQ39   | ۱۳ فوریه ۲۰۰۱   |
| ۱۳۴۹۵۶ | 2001 DJ8    | ۱۷ فوریه ۲۰۰۱   |
| ۱۳۴۹۵۷ | 2001 DN18   | ۱۶ فوریه ۲۰۰۱   |
| ۱۳۴۹۵۸ | 2001 DX27   | ۱۷ فوریه ۲۰۰۱   |
| ۱۳۴۹۵۹ | 2001 DU34   | ۱۹ فوریه ۲۰۰۱   |
| ۱۳۴۹۶۰ | 2001 DW37   | ۱۹ فوریه ۲۰۰۱   |
| ۱۳۴۹۶۱ | 2001 DN41   | ۱۹ فوریه ۲۰۰۱   |
| ۱۳۴۹۶۲ | 2001 DB64   | ۱۹ فوریه ۲۰۰۱   |
| ۱۳۴۹۶۳ | 2001 DM78   | ۲۲ فوریه ۲۰۰۱   |
| ۱۳۴۹۶۴ | 2001 DB97   | ۱۷ فوریه ۲۰۰۱   |
| ۱۳۴۹۶۵ | 2001 DQ99   | ۱۷ فوریه ۲۰۰۱   |
| ۱۳۴۹۶۶ | 2001 DO102  | ۱۶ فوریه ۲۰۰۱   |
| ۱۳۴۹۶۷ | 2001 DR103  | ۱۶ فوریه ۲۰۰۱   |
| ۱۳۴۹۶۸ | 2001 DJ107  | ۱۹ فوریه ۲۰۰۱   |
| ۱۳۴۹۶۹ | 2001 EL1    | ۱ مارس ۲۰۰۱     |
| ۱۳۴۹۷۰ | 2001 EZ9    | ۲ مارس ۲۰۰۱     |
| ۱۳۴۹۷۱ | 2001 EE21   | ۱۵ مارس ۲۰۰۱    |
| ۱۳۴۹۷۲ | 2001 EV24   | ۱۵ مارس ۲۰۰۱    |
| ۱۳۴۹۷۲ | 2001 FA     | ۱۶ مارس ۲۰۰۱    |
| ۱۳۴۹۷۴ | 2001 FS3    | ۱۸ مارس ۲۰۰۱    |
| ۱۳۴۹۷۵ | 2001 FJ10   | ۱۹ مارس ۲۰۰۱    |
| ۱۳۴۹۷۶ | 2001 FL30   | ۲۰ مارس ۲۰۰۱    |
| ۱۳۴۹۷۷ | 2001 FX30   | ۲۱ مارس ۲۰۰۱    |
| ۱۳۴۹۷۸ | 2001 FH40   | ۱۸ مارس ۲۰۰۱    |
| ۱۳۴۹۷۹ | 2001 FF53   | ۱۸ مارس ۲۰۰۱    |
| ۱۳۴۹۸۰ | 2001 FT54   | ۱۹ مارس ۲۰۰۱    |
| ۱۳۴۹۸۱ | 2001 FK57   | ۲۱ مارس ۲۰۰۱    |
| ۱۳۴۹۸۲ | 2001 FZ66   | ۱۹ مارس ۲۰۰۱    |
| ۱۳۴۹۸۳ | 2001 FP69   | ۱۹ مارس ۲۰۰۱    |
| ۱۳۴۹۸۴ | 2001 FU71   | ۱۹ مارس ۲۰۰۱    |
| ۱۳۴۹۸۵ | 2001 FY80   | ۲۳ مارس ۲۰۰۱    |
| ۱۳۴۹۸۶ | 2001 FE100  | ۱۷ مارس ۲۰۰۱    |
| ۱۳۴۹۸۷ | 2001 FA114  | ۱۹ مارس ۲۰۰۱    |
| ۱۳۴۹۸۸ | 2001 FX115  | ۱۹ مارس ۲۰۰۱    |
| ۱۳۴۹۸۹ | 2001 FG123  | ۲۳ مارس ۲۰۰۱    |
| ۱۳۴۹۹۰ | 2001 FM131  | ۲۰ مارس ۲۰۰۱    |
| ۱۳۴۹۹۱ | 2001 FG138  | ۲۱ مارس ۲۰۰۱    |
| ۱۳۴۹۹۲ | 2001 FP138  | ۲۱ مارس ۲۰۰۱    |
| ۱۳۴۹۹۳ | 2001 FX146  | ۲۴ مارس ۲۰۰۱    |
| ۱۳۴۹۹۴ | 2001 FW151  | ۲۴ مارس ۲۰۰۱    |
| ۱۳۴۹۹۵ | 2001 FZ155  | ۲۶ مارس ۲۰۰۱    |
| ۱۳۴۹۹۶ | 2001 FD158  | ۲۷ مارس ۲۰۰۱    |
| ۱۳۴۹۹۷ | 2001 FE195  | ۲۴ مارس ۲۰۰۱    |
| ۱۳۴۹۹۸ | 2001 GU9    | ۱۵ آوریل ۲۰۰۱   |
| ۱۳۴۹۹۹ | 2001 HC9    | ۱۶ آوریل ۲۰۰۱   |
| ۱۳۵۰۰۰ | 2001 HT13   | ۲۱ آوریل ۲۰۰۱   |